# Haarlemmermeer

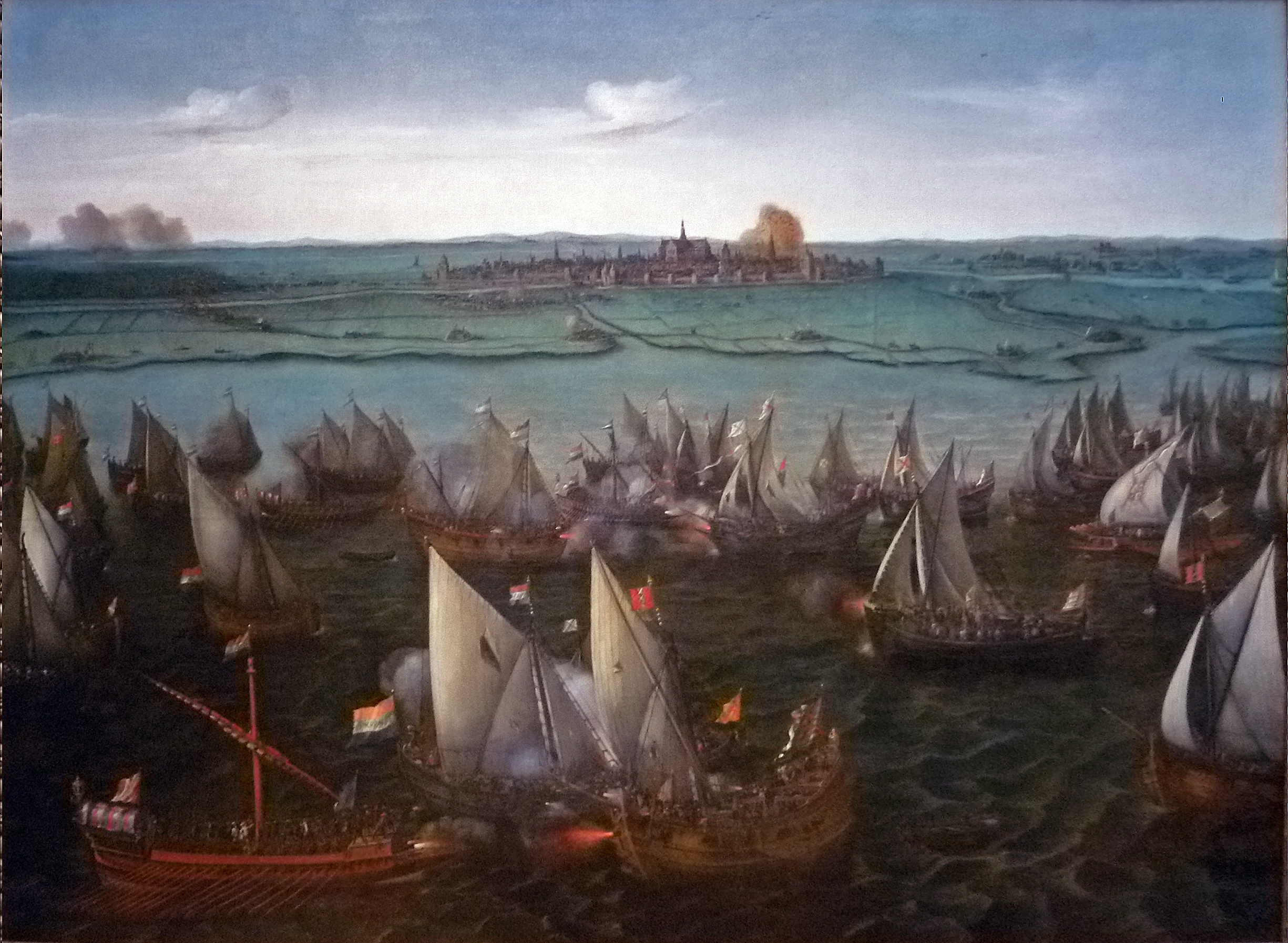
Slag op het Haarlemmermeer op 26 mei 1573. Gevecht tussen Hollandse en Spaanse schepen. Op de achtergrond ligt Haarlem. Schilderij gemaakt in 1629 door Hendrik Cornelisz Vroom. Collectie Rijksmuseum Amsterdam.

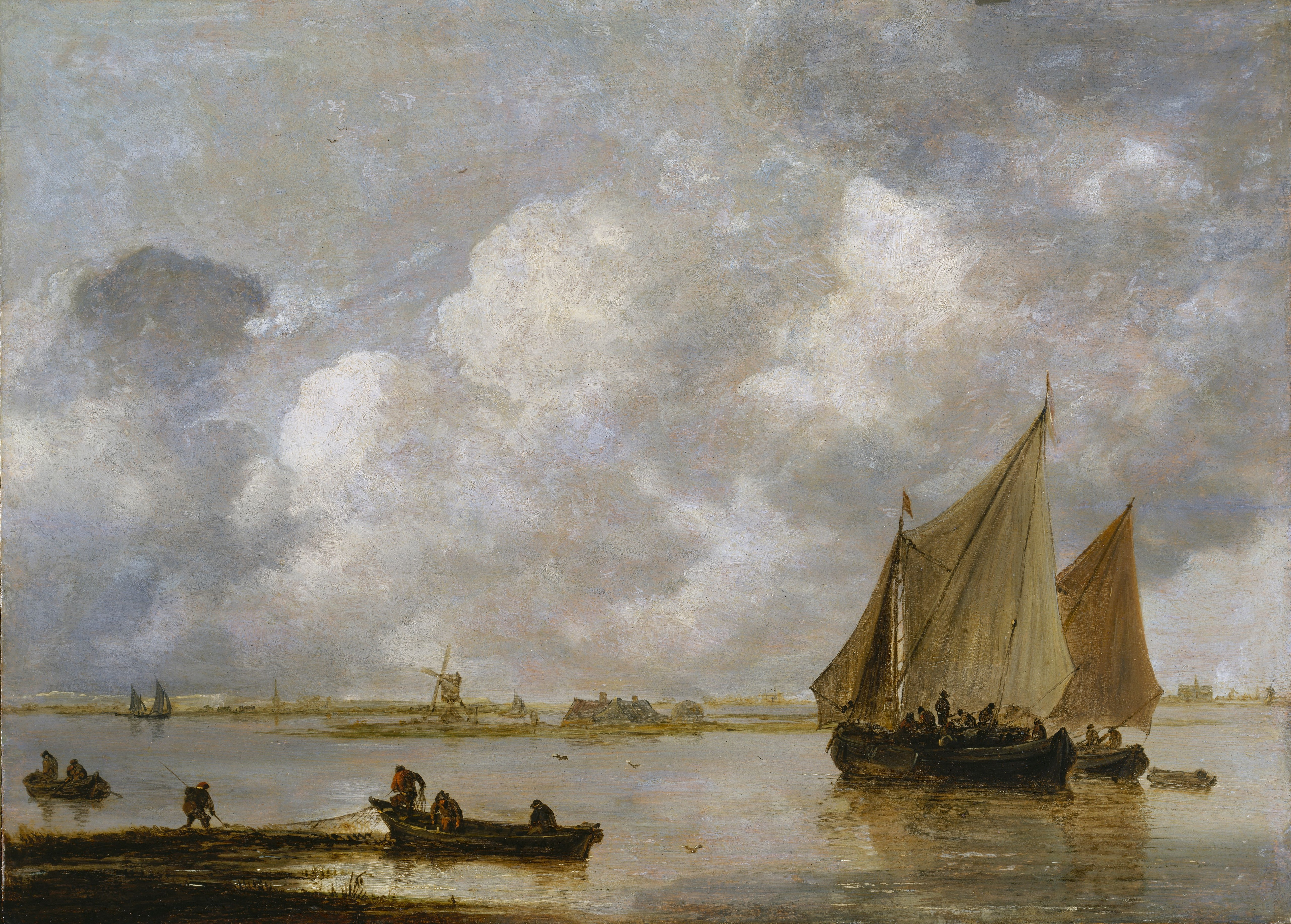
Het Haarlemmermeer in 1656; schilderij van Jan van Goyen.

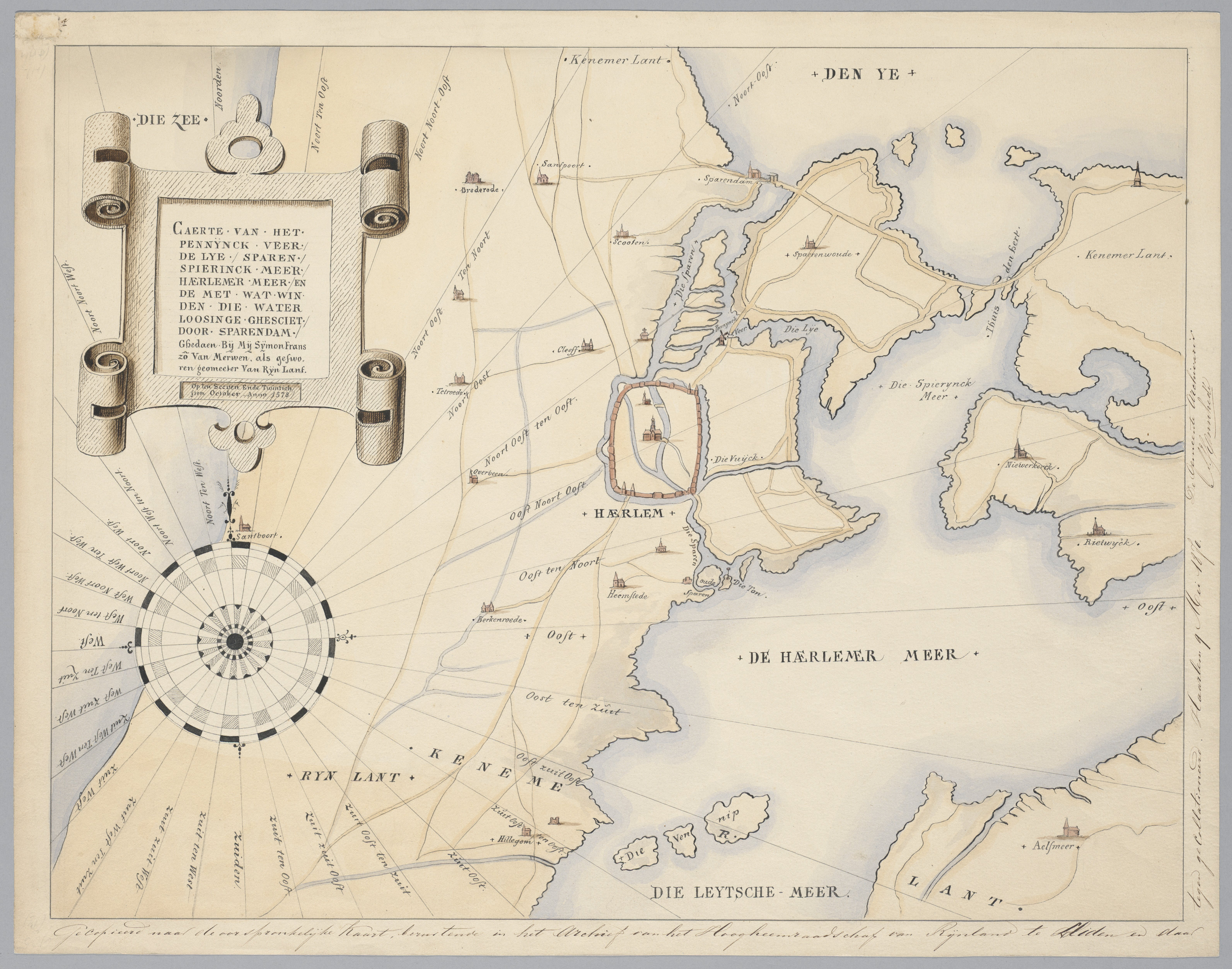
Ligging van de Spieringmeer, (oude) Haarlemmermeer en Leidsemeer, op een kaart van A.J. Enschedé (1870), naar de kaart van Symen Fransz. van der Merwen uit 1578.

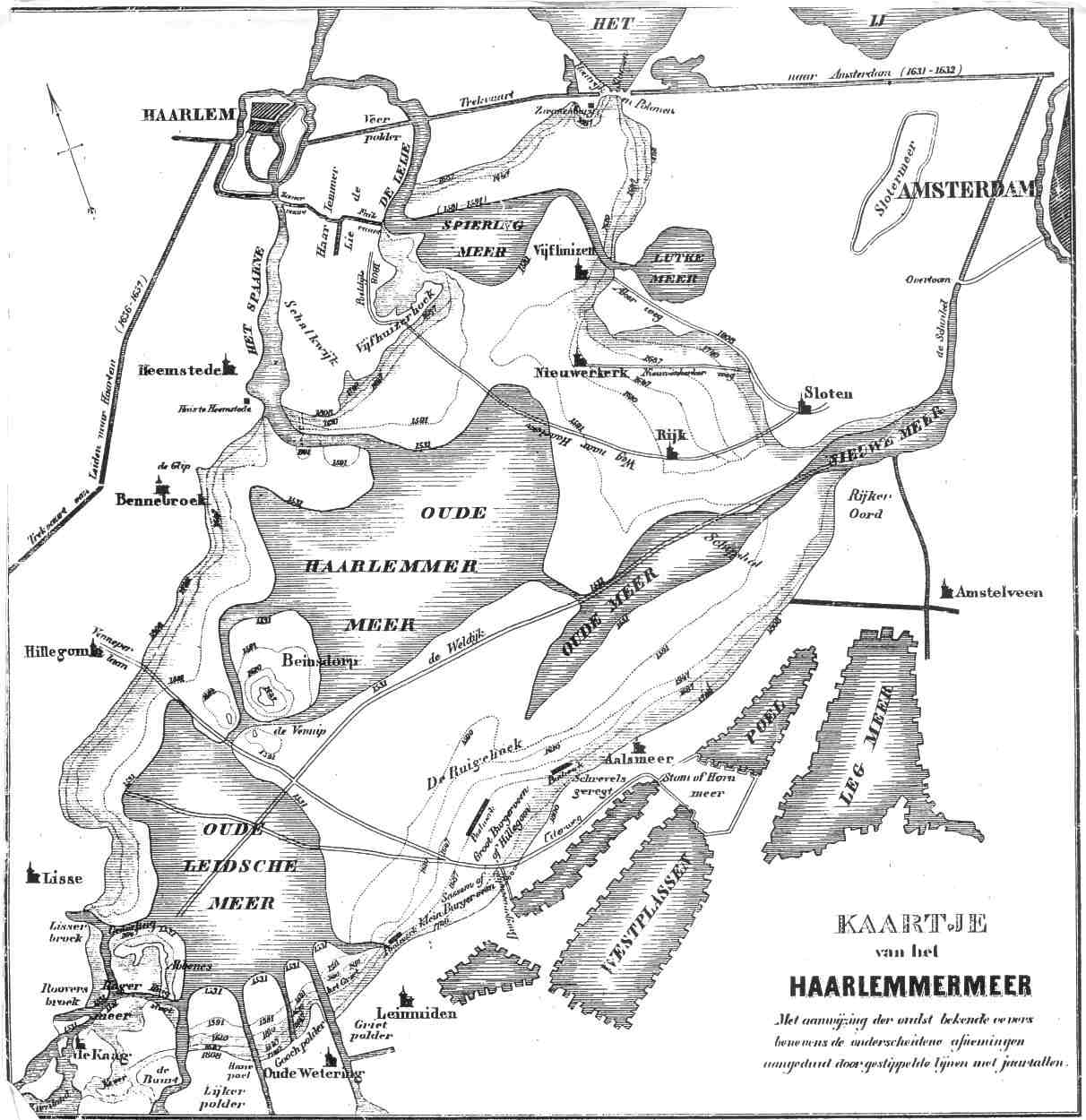
Kaartje van hoe het Haarlemmermeer zich ontwikkelde volgens Melchior Bolstra.

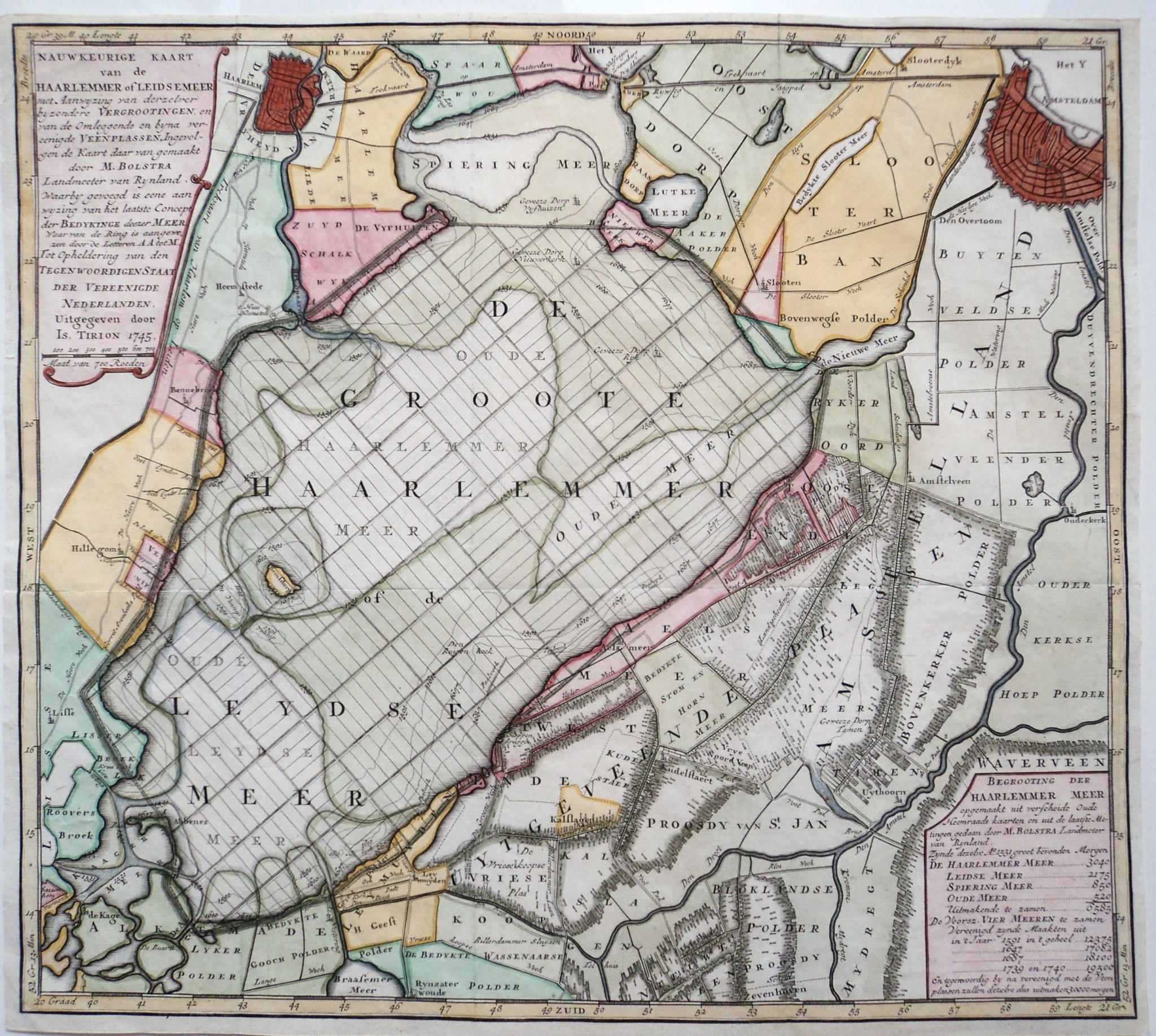
Nauwkeurige kaart van de Haarlemmer of Leidsemeer, door Melchior Bolstra; 1745.

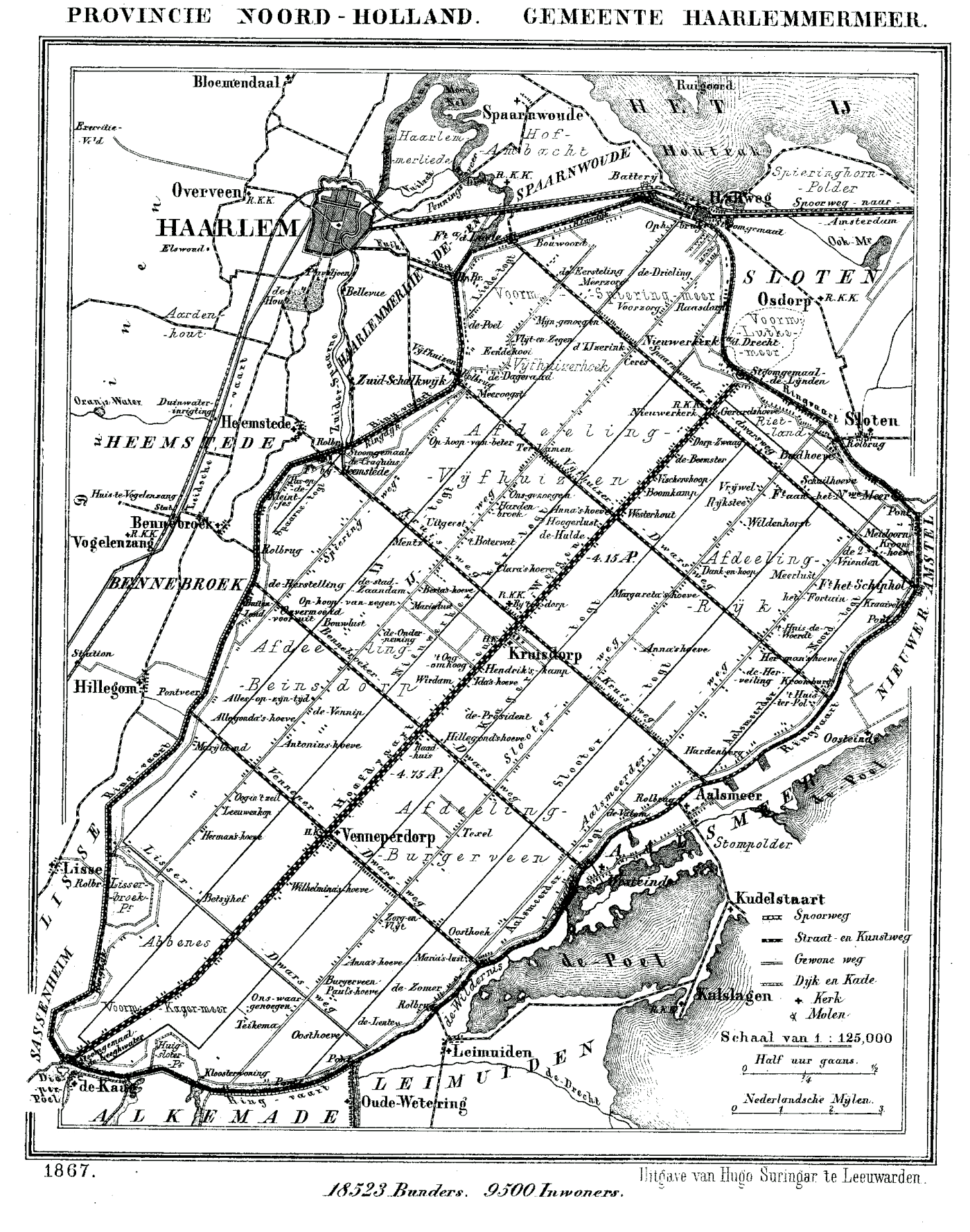
De gemeente Haarlemmermeer in 1867.

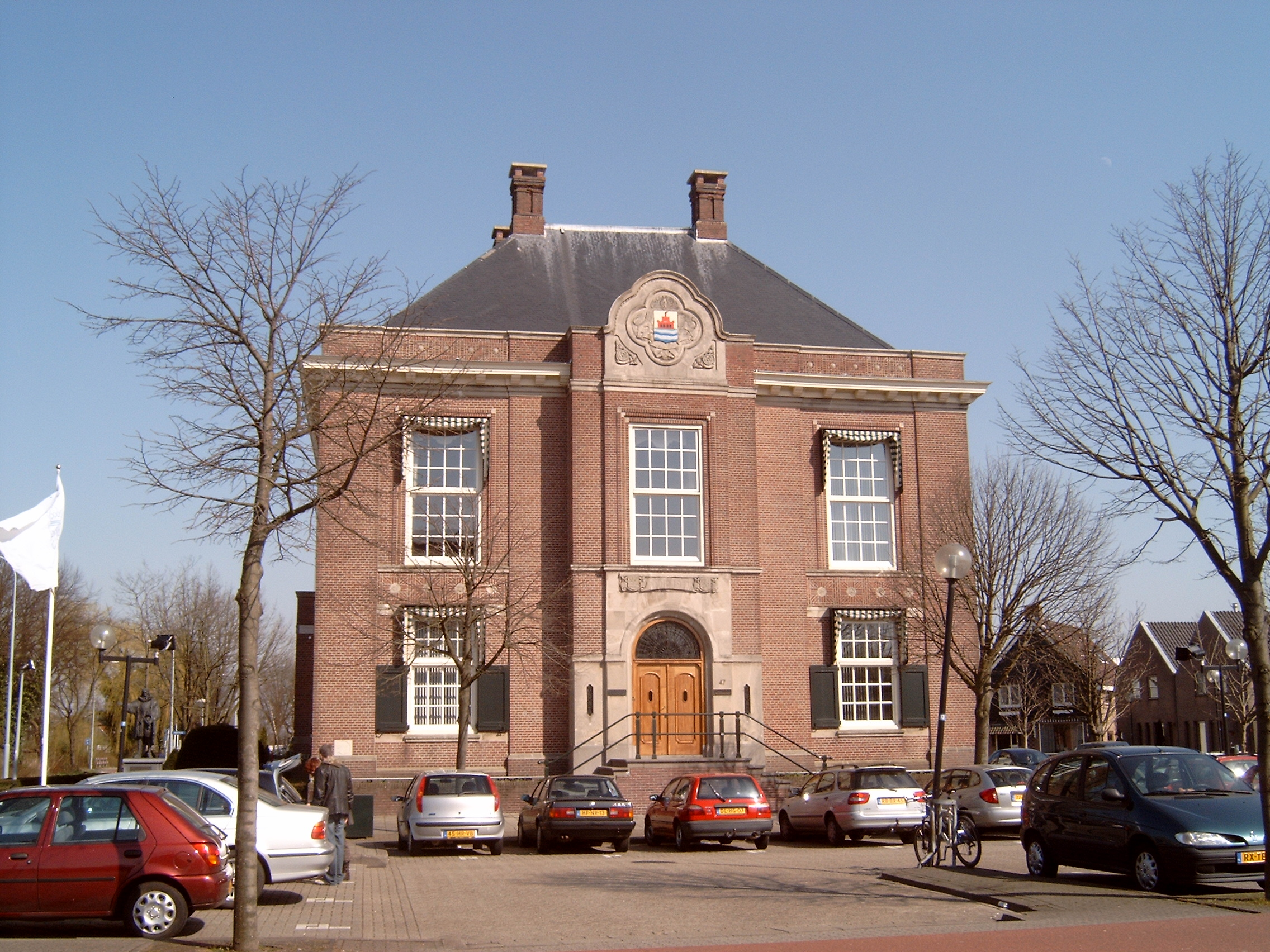
Het Polderhuis te Hoofddorp.

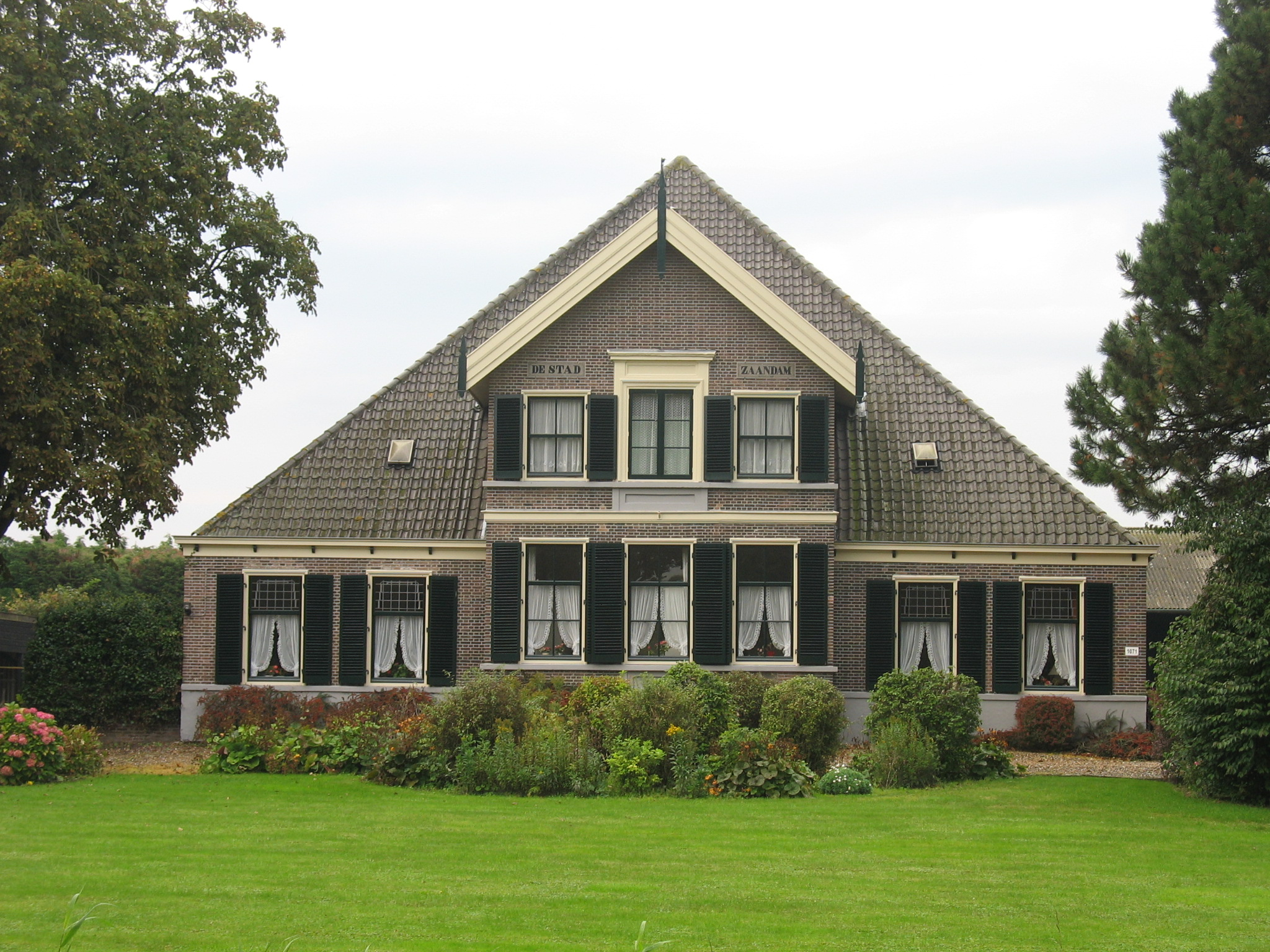
Monumentale boerderij 'De Stad Zaandam' aan de IJweg 1071 te Hoofddorp.

Haarlemmermeer (uitspraakⓘ) is een Nederlandse droogmakerij en gelijknamige gemeente in het zuiden van de Nederlandse provincie Noord-Holland. Op 1 januari 2019 fuseerde de gemeente Haarlemmermeer met de gemeente Haarlemmerliede en Spaarnwoude, waardoor een deel van de gemeente nu buiten de Haarlemmermeerpolder ligt.
In de eeuwen voor de droogmaking (1849-1852) was het Haarlemmermeer een enorme watervlakte.
De Haarlemmermeerpolder is omgeven door een ringvaart. In het noordoosten van de gemeente ligt de Luchthaven Schiphol. De gemeente telt 163.128 inwoners (22 november 2024, bron: CBS). De grootste plaats, Hoofddorp, telt bijna 80.000 inwoners.

## Geschiedenis

### Van drie meren tot één meer
In de middeleeuwen, rond de 13e eeuw, kende het gebied tussen de steden Amsterdam, Haarlem en Leiden ten minste drie veenmeren, te weten: het Spieringmeer in het noorden, het (oude) Haarlemmermeer in het midden en het Leidsemeer in het zuiden. Voor delen van deze meren bestonden plaatselijk ook namen als Hellemeer en Oude Meer, maar dat waren delen van de voornoemde meren. Door vervening (met name door Haarlemmers) ten behoeve van de brandstofvoorziening van de groeiende steden en hun bedrijvigheid en als gevolg van golfafslag door slechte of ontbrekende bedijking verdween in de loop der jaren vooral aan de noordelijke en oostelijke oevers steeds meer veenland.
De landengte tussen het Oude Haarlemmermeer en het Spieringmeer werd steeds verder aangetast. Dit wordt treffend geïllustreerd door de ondergang van het ambacht en de parochie Nieuwerkerk, ten zuidoosten van Haarlem. Eerst verdwenen de woonkernen Boesingheliede en Haarlemmerwoude.
In 1457 werd de weg langs het Oude Haarlemmermeer verlegd omdat hij op veel plaatsen afgeslagen was. Tien jaar later moest de kerk van Nieuwerkerk naar het noorden verplaatst worden en werden de parochiegrenzen gewijzigd. De inwoners van Vijfhuizen en Noord-Schalkwijk in het westen van de parochie Nieuwerkerk gingen voortaan in Haarlem naar de kerk omdat de weg naar Nieuwerkerk bij slecht weer te gevaarlijk was. In 1502 stonden nog twee huizen in Nieuwerkerk.
Omstreeks 1477 ontstond bij De Vennip en Beinsdorp een open verbinding tussen het Oude Haarlemmermeer en het Leidsemeer, waarschijnlijk als gevolg van de Cosmas- en Damianusvloed van 27 september 1477 waarbij ook de Spaarndammerdijk doorbrak. In de daaropvolgende decennia verdwenen steeds meer restanten van de landengte tussen de beide meren.
In 1508 werden de laatste restanten van de landbrug die het Oude Haarlemmermeer en het Spieringmeer van elkaar scheidden weggespoeld. Hierbij ging tevens de belangrijkste verbinding over land tussen Haarlem en Amsterdam via Sloten verloren, waarna nog slechts de route via de Spaarndammerdijk overbleef.
Ook de landverbinding die het Haarlemmermeer van het IJ scheidde dreigde verloren te gaan, maar met veel moeite kon in de jaren na 1509 de Spaarndammerdijk hersteld worden, waardoor het Haarlemmermeer uiteindelijk geen deel ging uitmaken van de zeearm met zout water die zich vanaf de Zuiderzee westwaarts via het IJ uitstrekte.
Er was nu een meer ontstaan van Polanen (Halfweg) tot De Kaag. De oude namen van de afzonderlijke meren bleven nog lang in gebruik voor de verschillende delen van het meer, maar daarnaast kwam in de 16e eeuw de naam 'Grote Haarlemmermeer' in zwang. Dit was het grootste meer van Holland, met een oppervlakte van bijna 17 duizend hectare. Vanwege het woeste en landvretende karakter van het meer kreeg het de bijnaam de "Waterwolf".
Niet alleen veel land ging verloren, ook verschillende dorpen, waaronder Nieuwerkerk en Rietwijk werden door het water verzwolgen. Van het dorpsgebied van Aalsmeer verdween meer dan de helft, doch de dorpskern van Aalsmeer bleef net buiten de oevers van het meer behouden.
Op 26 mei 1573 vond tijdens het Beleg van Haarlem de slag op het Haarlemmermeer plaats tussen een Spaanse vloot onder leiding van Bossu en een Hollandse vloot onder leiding van Marinus Brandts.

### Plannen tot droogmaking

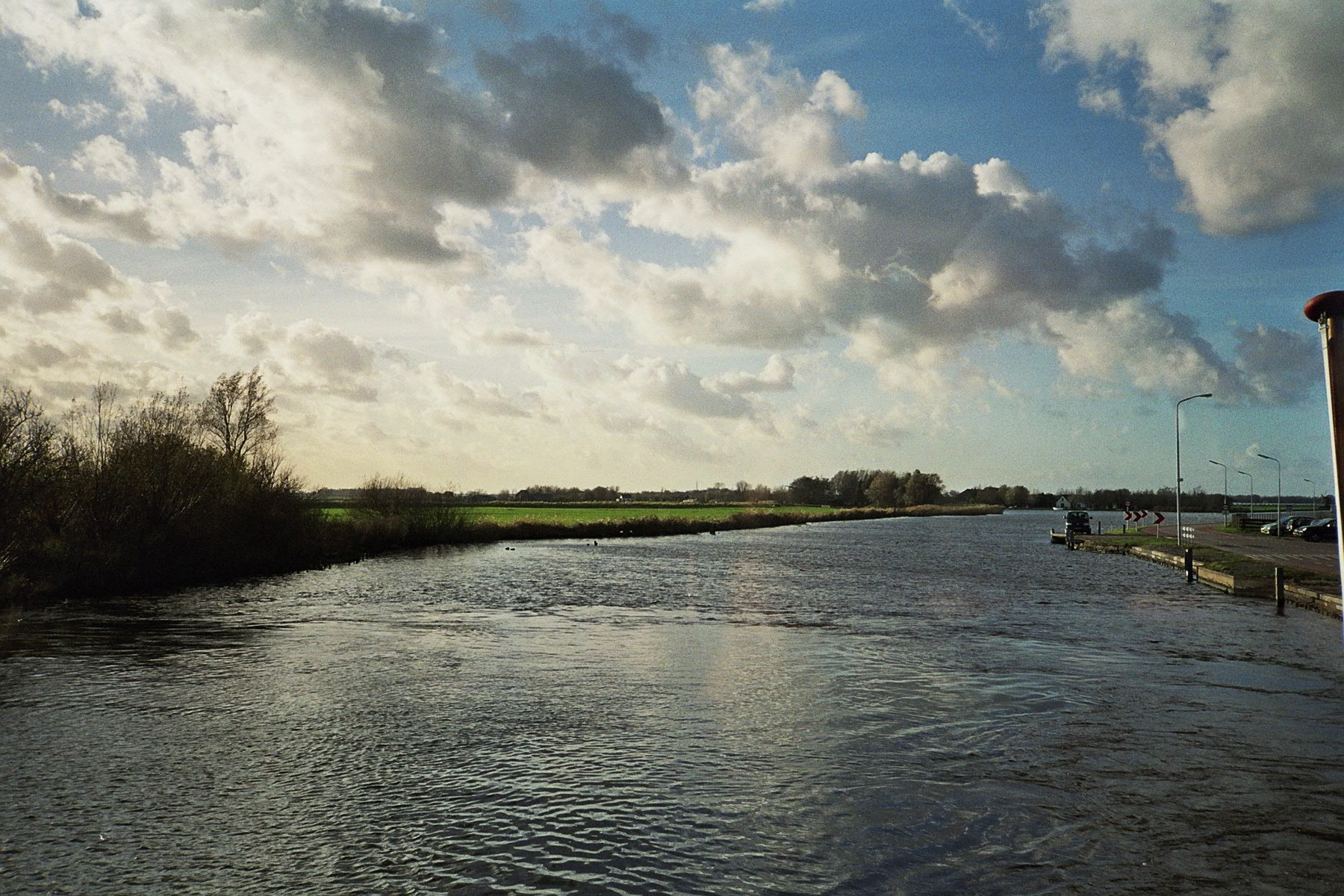
Ringvaart van de Haarlemmermeerpolder.

Al in de 17e eeuw werden, onder andere door Jan Adriaenszoon Leeghwater, plannen gemaakt om het Haarlemmermeer droog te malen. In 1641 publiceerde Leeghwater zijn Haarlemmermeer-boek. Hiervoor zouden circa 200 poldermolens nodig zijn geweest. Tegen deze plannen bestond echter sterke oppositie. Zo wilde Leiden zijn lucratieve visrechten niet kwijt (die het had sinds 1583) en lag Haarlem dwars omdat het fors verdiende aan de scheepvaart; het transportmiddel bij uitstek in het drassige Holland. Daarnaast ontbraken de middelen en was er weinig vertrouwen in de technische haalbaarheid van een droogmakerij op deze schaal.
Eind 1836 hadden twee stormen het water opgejaagd tot de poorten van Amsterdam (in november) en van Leiden (in december), waarna koning Willem I in 1837 besloot dat het meer moest worden drooggemalen. De droogmaking van het Haarlemmermeer moest als groot project ook het na de afscheiding van België geschonden prestige van Holland opvijzelen. Bij Koninklijk Besluit van 1 augustus werd een commissie belast met het maken van een ontwerp voor de droogmaking. Dit ontwerp liet even op zich wachten; pas toen in 1839 Amsterdam en Leiden weer te kampen hadden met overlast kwam er schot in de zaak. Voor het graven van de Ringvaart en de bedijking zette jonkheer Frederik van de Poll in mei 1840 bij Hillegom de eerste spade in de grond. Na acht jaar graven was het meer volledig afgesloten door een ringdijk van 59,5 km lengte en 0,70 tot 1,70 m hoogte.

### De droogmakerij

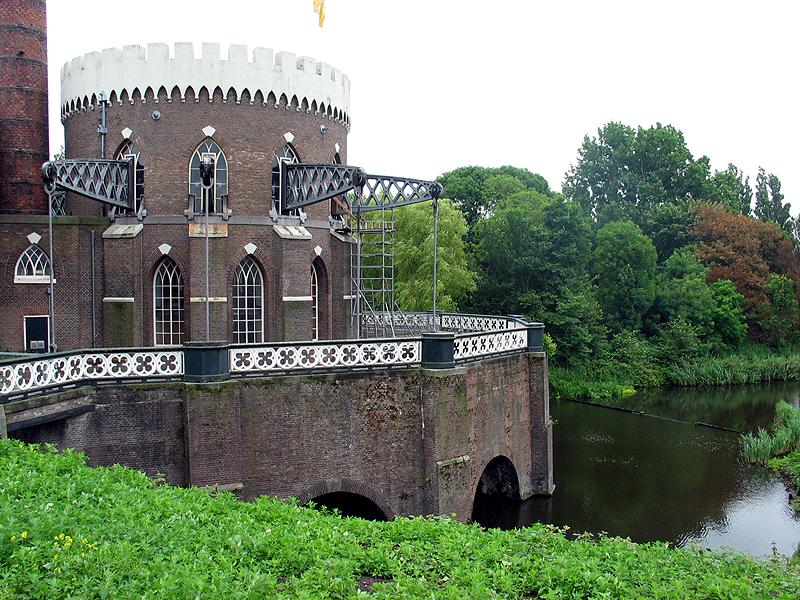
Gemaal De Cruquius.

Inmiddels was besloten de droogmaking volledig met stoomkracht te verrichten: een unicum in die tijd, want tot dan werden vooral windmolens gebruikt. De bedoeling was de benodigde machines in Nederland te laten bouwen, maar de laagste Nederlandse inschrijver zat veertig procent boven die uit het buitenland, en zo kreeg een Engels bedrijf de opdracht. In 1845 werd eerst een proefstoomtuig gebouwd, het Gemaal De Leeghwater (bij de Kaag), dat in 1848 begon met het droogmalen. In 1849 werden de andere twee stoomgemalen in gebruik genomen: Gemaal De Cruquius (bij Heemstede) en Gemaal De Lynden (bij Osdorp). De gemalen werden vernoemd naar personen die initiatieven hadden genomen tot droogmaking (Nicolaus Cruquius en Frans Godard baron van Lynden van Hemmen). Uiteindelijk viel het meer op 1 juli 1852 droog.
In de jaren daarna werd het nieuwe land ontgonnen. De grond bracht 8 miljoen gulden op, de kosten van de droogmaking bedroegen 14,5 miljoen. Het verschil werd in de jaren daarna via grondbelasting goedgemaakt. De kopers bestonden vooral uit rijke lieden uit de grote steden, die grond vervolgens aan boeren verpachtten.
De 20 km lange Hoofdvaart verbindt Gemaal De Lynden in het noorden met Gemaal De Leeghwater in het zuiden van de polder.
De Haarlemmermeerpolder heeft een oppervlakte van ca. 180 vierkante kilometer. De polder heeft een ingewikkelde waterhuishouding, met 42 peilgebieden. De voortgaande verharding van het oppervlak zorgt er voor dat het peil in de sloten bij regenval snel kan stijgen. Het Gemaal De Lynden is in 2005 hierom vervangen door een nieuw gemaal met een aanzienlijk grotere capaciteit. Ook zijn er twee gemalen bijgebouwd.

### Gemeente Haarlemmermeer
Na het droogvallen duurde het nog tot 11 juli 1855 voordat de Haarlemmermeer een gemeente werd. Voordien zijn er plannen geweest om de Haarlemmermeer in twee gemeenten in te delen, waarbij het noordelijke deel bij Noord-Holland zou worden gevoegd en het zuiden bij Zuid-Holland. De eerste burgemeester was Matthijs Samuel Petrus Pabst. Het gemeentehuis stond oorspronkelijk in buurdorp Heemstede, maar sinds 1867 in Hoofddorp.
In de polder zouden twee dorpen gesticht worden: Kruisdorp (het latere Hoofddorp) en Venneperdorp (het latere Nieuw-Vennep). Kruisdorp ontwikkelde zich al snel tot het belangrijkste dorp van de polder, mede doordat hier het gemeentehuis gebouwd werd. Ook het polderhuis kwam in dit dorp. Later kwamen er meer dorpen, waarvan Badhoevedorp en Zwanenburg de grootste zijn.
Gemaal De Cruquius werd in 1933 buiten gebruik gesteld en is sindsdien een museum. Nabij Aalsmeer verscheen in 1991 Gemaal De Bolstra (vernoemd naar Melchior Bolstra). Nabij Vijfhuizen is in 2001 gemaal Vijfhuizen in werking gesteld. Een jaar na ingebruikname werd het Gemaal Koning Willem I gedoopt. Dit gemaal is een paar kilometer ten oosten van het oude stoomgemaal De Cruquius gelegen. Het gemaal De Lynden werd in 2005 vervangen door een nieuw gemaal ernaast, met een grotere capaciteit. Dit was mede nodig door de uitbreiding van het verharde oppervlak in de polder, als gevolg van uitbreiding van de (woon)bebouwing en uitbreiding van Schiphol. Het oude gebouw uit 1849 werd in gebruik genomen als restaurant.
Aanvankelijk was Haarlemmermeer een landbouwgemeente. In de 20e eeuw kwam de glastuinbouw op en werd de Luchthaven Schiphol ontwikkeld. Zowel rond Schiphol als Hoofddorp bevinden zich bedrijventerreinen en kantoorparken. Veel internationale bedrijven hebben hier een vestiging. In 2002 werd nabij Vijfhuizen de Floriade gehouden.
De gemeente (h)erkent 31 "kernen" (woonplaatsen, dorpen en buurtschappen). De gemeente was, sinds de oprichting, in oppervlakte een van de grootste gemeenten van Nederland. Door fusies van andere gemeenten is die positie minder prominent geworden. Maar sinds het eind van de 20e eeuw wordt Haarlemmermeer, met meer dan 100.000 inwoners ook gerekend tot de grotere gemeenten naar inwonertal.
In 2018 benoemde de gemeente Haarlemmermeer haar eerste jeugdburgemeester, Merel Breur uit Aalsmeerderbrug. De taak van de jeugdburgemeester is het verzamelen van bijzondere ideeën van Haarlemmermeerders, "die vervolgens zo omgevormd worden dat de hele wereld er gelukkig van wordt".

## Geografie

### Topografie
| Aangrenzende gemeenten   | Aangrenzende gemeenten | Aangrenzende gemeenten | Aangrenzende gemeenten | Aangrenzende gemeenten |
| ------------------------ | ---------------------- | ---------------------- | ---------------------- | ---------------------- |
| Velsen Haarlem Heemstede |                        | Zaanstad               |                        | Amsterdam              |
|                          |                        |                        |                        |                        |
| Lisse (ZH)               | Amstelveen             |                        |                        |                        |
| Hillegom (ZH)            |                        |                        |                        |                        |
| Teylingen (ZH)           |                        | Kaag en Braassem (ZH)  |                        | Aalsmeer               |

De Haarlemmermeerpolder wordt omringd door de Ringvaart. Ongeveer van noordoost naar zuidwest loopt de Hoofdvaart dwars door de polder. De polder wordt verdeeld in vier afdelingen: Vijfhuizen (noord-west), Rijk (noord-oost), Beinsdorp (zuid-oost) en Burgerveen (zuid-west). De Afdelingen worden van elkaar gescheiden door het kruis van de Hoofdvaart (noordoost naar zuidwest) en de Kruistogt ofwel Kruisvaart (noordwest naar zuidoost). Op de kruising van beide waterwegen ligt Hoofddorp, vroeger Kruisdorp geheten. De polder wordt drooggehouden door vijf gemalen en wordt doorsneden door een strak patroon van wegen en afwateringskanalen die vaarten en tochten worden genoemd. Ongeveer in de richting noordoost-zuidwest (in het dagelijks spraakgebruik in de polder: "noord-zuid") loopt precies elke twee kilometer een weg en precies in het midden daartussen een kanaal. Dwars daarop, ongeveer in de richting zuidoost-noordwest ("oost-west") loopt om de drie kilometer een weg, met direct naast de weg een kanaal. De oriëntatie van het patroon is gebaseerd op de lijn tussen Fort bij Schiphol en Fort aan de Liede; langs wat nu de Schipholweg is, was ooit een inundatiekade gepland. De kanalen hebben namen die eindigen op "tocht", behalve de Hoofdvaart en de Kruisvaart. In het noorden van de polder is het patroon inmiddels sterk gefragmenteerd door de start- en landingsbanen van Luchthaven Schiphol.

### Dorpen en buurtschappen

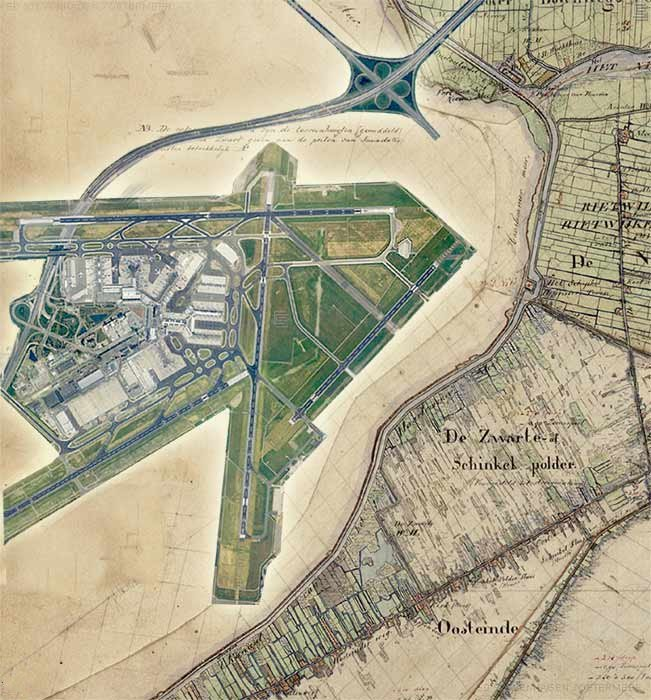
Ligging van de Luchthaven Schiphol in de Haarlemmermeer

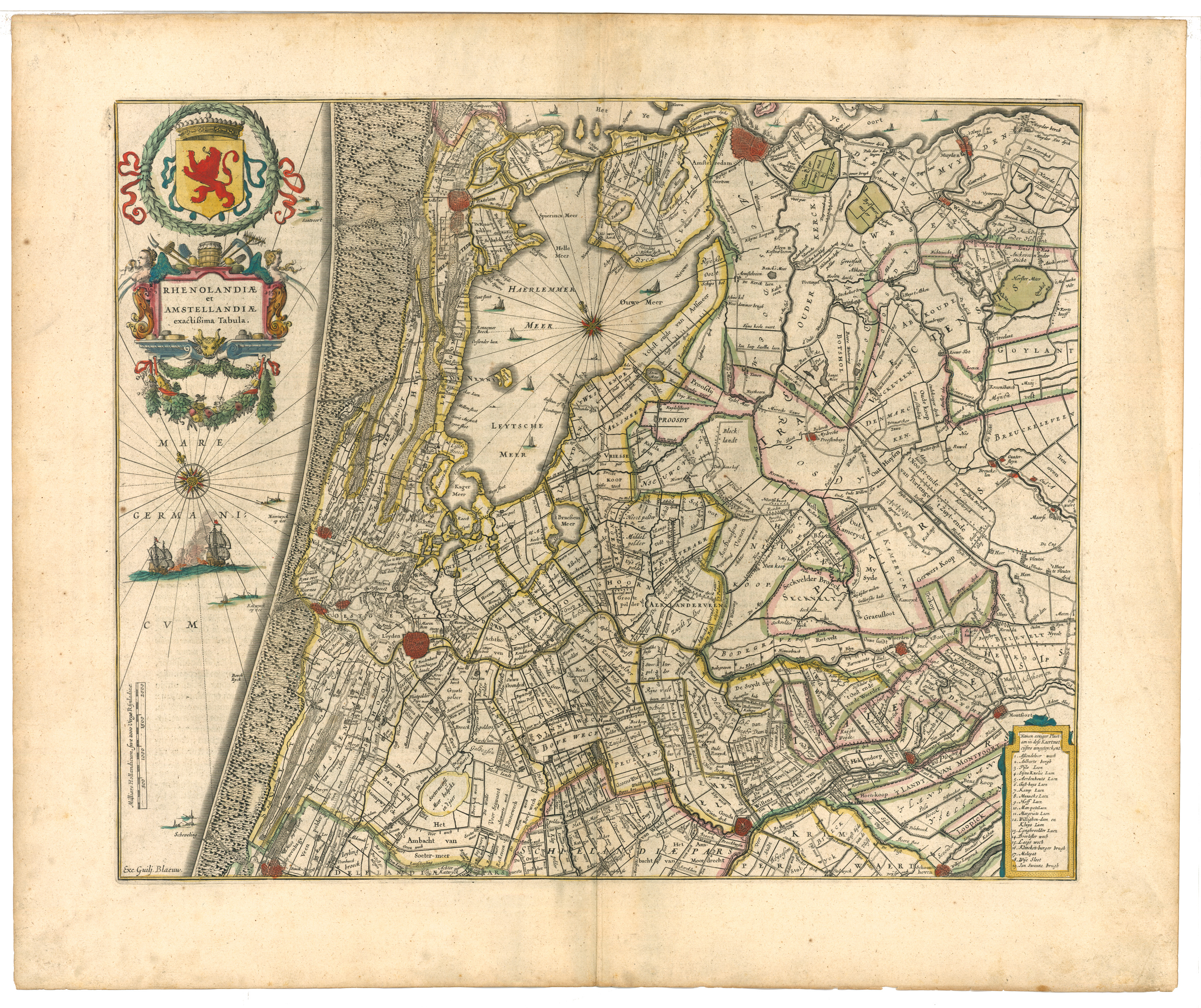
De Haarlemmermeer op een oude kaart van het Hoogheemraadschap van Rijnland.

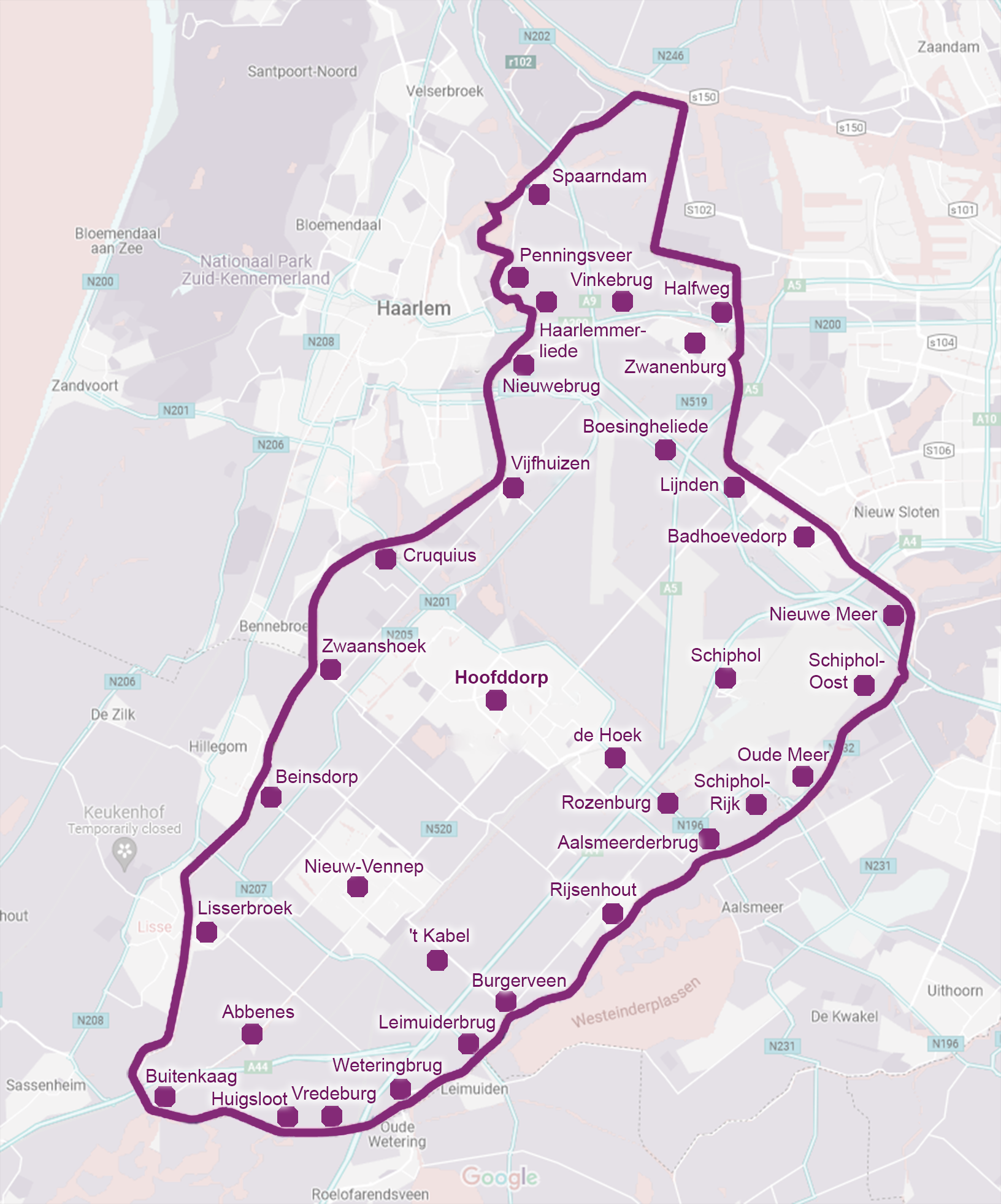
Dorpen en buurtschappen van de gemeente Haarlemmermeer

Langs de ringdijk liggen met de klok mee de volgende dorpen en buurtschappen, vaak tegenover een plaats aan de overzijde van de Ringvaart: Lijnden, Badhoevedorp (Sloten), Nieuwe Meer*, Schiphol-Oost** (Amstelveen), Oude Meer, Aalsmeerderbrug (Aalsmeer), Rijsenhout (Aalsmeer), Burgerveen, Leimuiderbrug (Leimuiden), Weteringbrug (Oude Wetering), Vredeburg** (Nieuwe Wetering), Huigsloot**, Buitenkaag (Kaag (dorp)), Lisserbroek (Lisse), Beinsdorp (Hillegom), Zwaanshoek (Bennebroek), Cruquius (Heemstede), Vijfhuizen (Haarlem), Nieuwebrug (Haarlem)* en Zwanenburg (Halfweg).
Binnen de dijk liggen: Boesingheliede, Cruquius-Oost**, Weberbuurt**, Hoofddorp, De Hoek*, Rozenburg, Schiphol, Schiphol-Rijk, Nieuw-Vennep, 't Kabel* en Abbenes.
Na de gemeentelijke herindeling tussen de voormalige gemeente Haarlemmerliede-Spaarnwoude en Haarlemmermeer zijn er na 1 januari 2019 de volgende plaatsen, buiten de Ringvaart, bijgekomen: Halfweg, Haarlemmerliede, Penningsveer, Spaarndam-Oost, Spaarnwoude* en Vinkebrug**.
(Legenda: * : wordt door de gemeente onderscheiden als gebiedsdeel binnen de nabijgelegen plaats; ** : wordt niet officieel door de gemeente als aparte kern erkend.)
De kern Rijk heeft in de jaren vijftig moeten wijken voor Schiphol. Inmiddels is er een bedrijventerrein Schiphol-Rijk in de omgeving hiervan verrezen.
| Woonplaats (BAG)                     | Inwoners 2023 |
| ------------------------------------ | ------------- |
| Aalsmeerderbrug                      | 505           |
| Abbenes                              | 1.220         |
| Badhoevedorp (inclusief Nieuwe Meer) | 14.455        |
| Beinsdorp                            | 1.020         |
| Boesingheliede                       | 150           |
| Buitenkaag                           | 485           |
| Burgerveen                           | 330           |
| Cruquius                             | 1.765         |
| Haarlemmerliede                      | 325           |
| Halfweg                              | 2.605         |
| Hoofddorp                            | 79.650        |
| Leimuiderbrug                        | 55            |
| Lijnden                              | 955           |
| Lisserbroek                          | 3.400         |
| Nieuw-Vennep                         | 31.595        |
| Oude Meer                            | 165           |
| Rijsenhout                           | 4.330         |
| Rozenburg                            | 65            |
| Schiphol                             | 90            |
| Schiphol-Rijk                        | 140           |
| Spaarndam                            | 3.545         |
| Vijfhuizen (inclusief Nieuwebrug)    | 4.865         |
| Weteringbrug                         | 385           |
| Zwaanshoek                           | 2.160         |
| Zwanenburg                           | 8.035         |

Diverse dorpen hebben namen gekregen naar vroegere geografische locaties die in het verleden zijn verdwenen in het water van het Haarlemmermeer. Voorbeelden zijn: Oude Meer (naar het oorspronkelijke meer), Burgerveen (naar het Groot Burgerveen en Klein Burgerveen), Rijk (naar het verzwolgen dorp), Zwanenburg (naar het nog bestaande Huis Zwanenburg bij Halfweg); Boesingheliede (naar een verzwolgen dorp nabij Nieuwerkerk), Nieuw-Vennep (naar de Vennep, een eiland tussen het Oude Haarlemmermeer en het Leidsemeer), Beinsdorp (naar Beinsdorp, een eiland tussen het Oude Haarlemmermeer en het Leidsemeer), Abbenes (naar het schiereiland ter plaatse). Verzorgingsplaats Den Ruygen Hoek is genoemd naar een veengebied ten westen van Aalsmeer.

## Toerisme en bezienswaardigheden

### Recreatie
Luchthaven Schiphol is een grote toeristische trekpleister. Het Haarlemmermeerse Bos is een bosachtig recreatiegebied waar regelmatig evenementen gehouden worden, zoals jaarlijks Mysteryland en het Concours hippique. In 2002 werd in dit gebied de Floriade gehouden. Zowel in het Haarlemmermeerse Bos als ten zuiden van Hoofddorp bij de wijk Toolenburg is een recreatieplas. Nabij het Haarlemmermeerse Bos bevindt zich ook het Historisch Museum Haarlemmermeer. Voor zakelijke recreatie of golfliefhebbers is er nog de Haarlemmermeersche Golfclub met 3 golfbanen.

### Musea
Haarlemmermeer heeft de volgende musea binnen de gemeentegrenzen: Historisch Museum Haarlemmermeer, Museum de Cruquius en het CRASH Luchtoorlog- en Verzetsmuseum '40-'45. Sinds 2005 is in het fort bij Vijfhuizen een presentatie-instelling voor beeldende kunst. In april 2018 werd in de voormalige Bolsfabriek in Nieuw-Vennep het Nederlands Transport Museum geopend.
Het in een opvallende koepel gehuisveste Luchtvaartmuseum Aviodome (1971-2003) verhuisde in 2003 van Schiphol naar Lelystad en heet sindsdien Luchtvaartmuseum Aviodrome. De koepel van de Aviodome verhuisde in 2018 naar Amsterdam en heet nu Amsterdome.

### Theater en cultuur
De gemeente Haarlemmermeer kent op het gebied van theater ook diverse mogelijkheden. Zo zijn in het centrum van Hoofddorp Schouwburg De Meerse, Het Oude Raadhuis en Poppodium Duycker te vinden. Bovendien is er een bioscoop, namelijk Kinepolis CineMeerse, met acht verschillende zalen.

### Stelling van Amsterdam

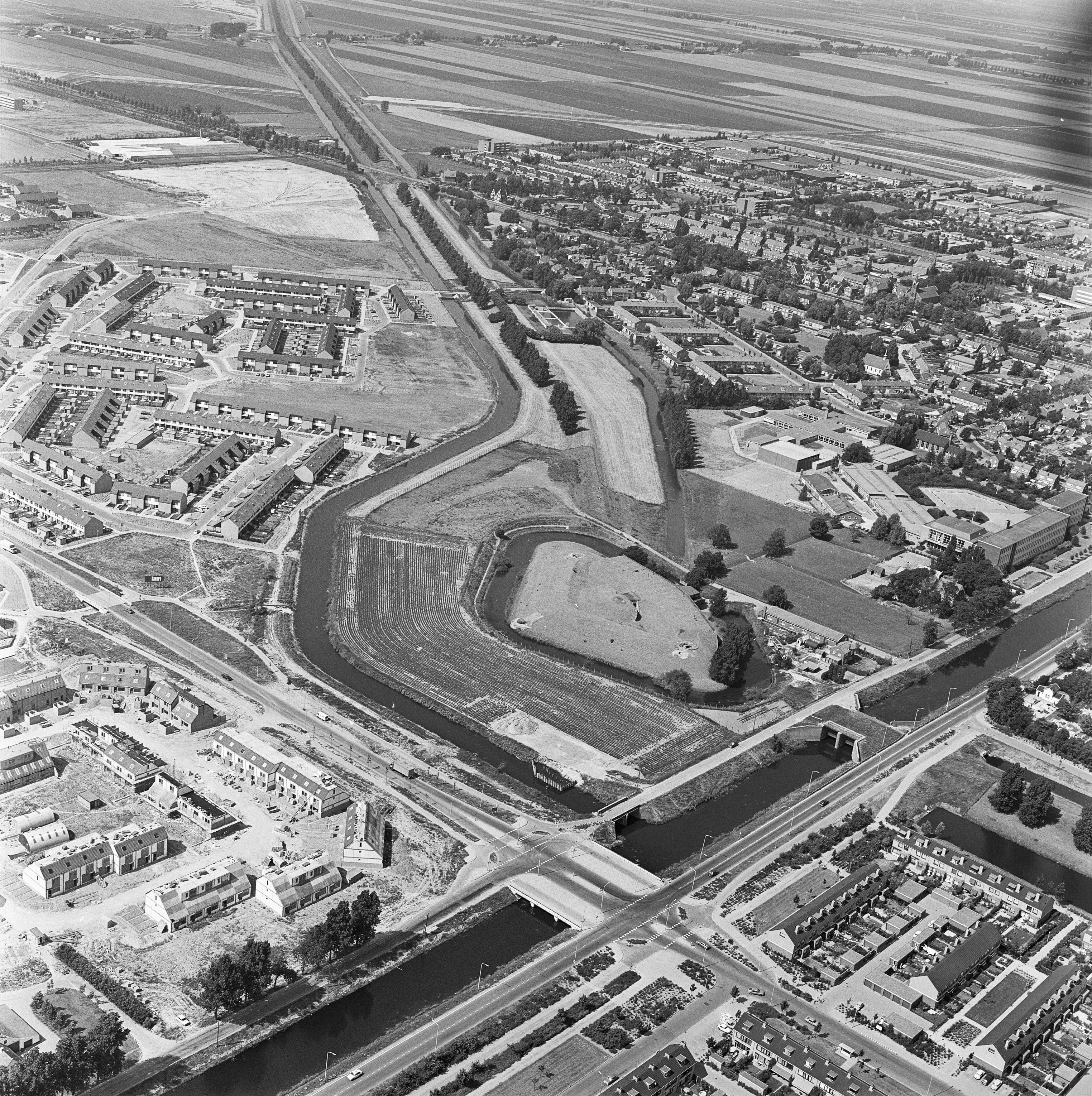
Twee belangrijke onderdelen van de Stelling van Amsterdam in Hoofddorp: de Geniedijk en het Fort bij Hoofddorp vanuit de lucht gezien; 1977.

Dwars door Haarlemmermeer loopt een deel van de Stelling van Amsterdam, die op de werelderfgoedlijst van UNESCO staat. Het Haarlemmermeerse deel van de Stelling bestaat uit: Fort bij Vijfhuizen, Batterij aan de IJweg, Fort bij Hoofddorp, Batterij aan de Sloterweg en Fort bij Aalsmeer. De Geniedijk verbindt de forten en batterijen met elkaar.

### Architectuur

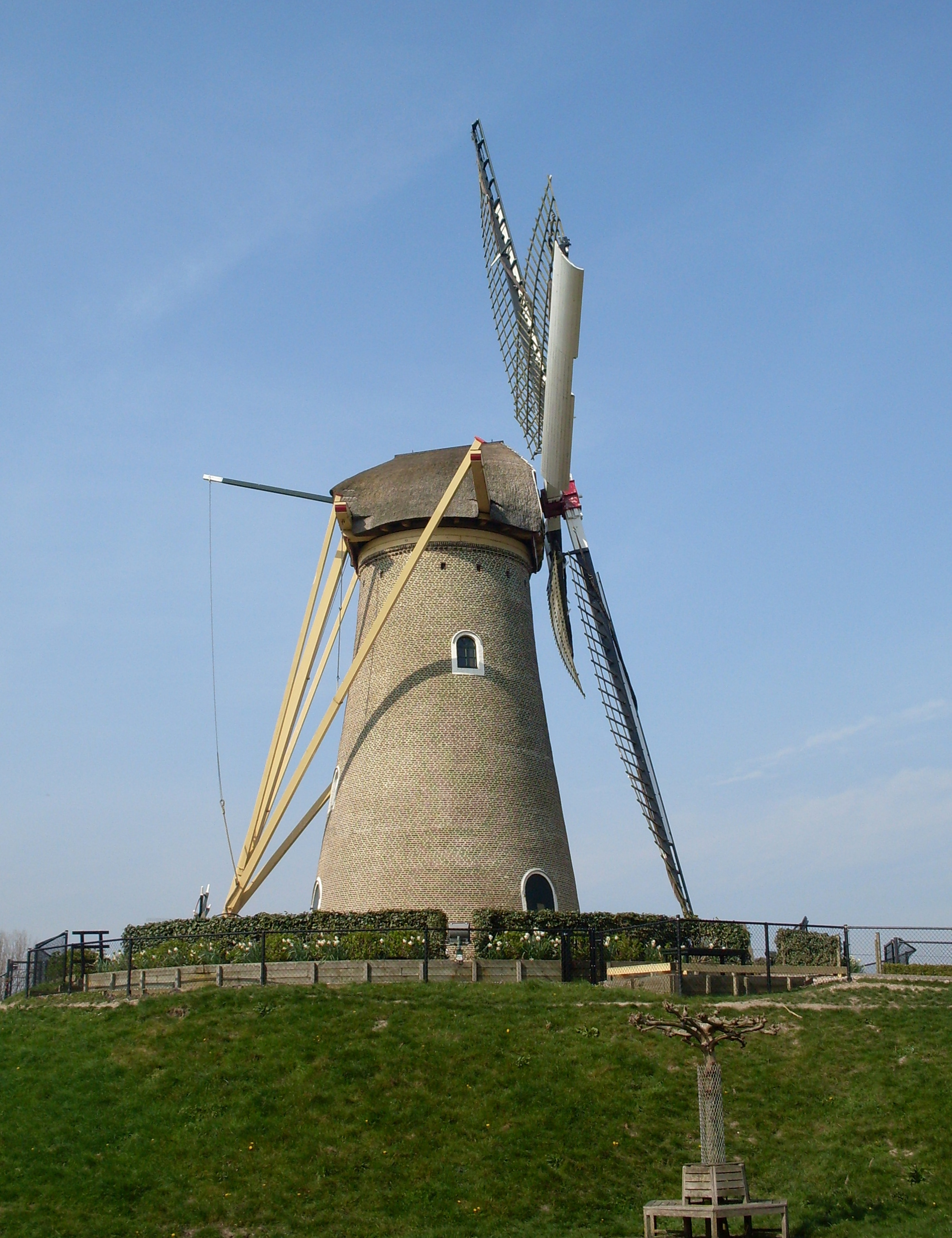
Molen De Eersteling te Hoofddorp.

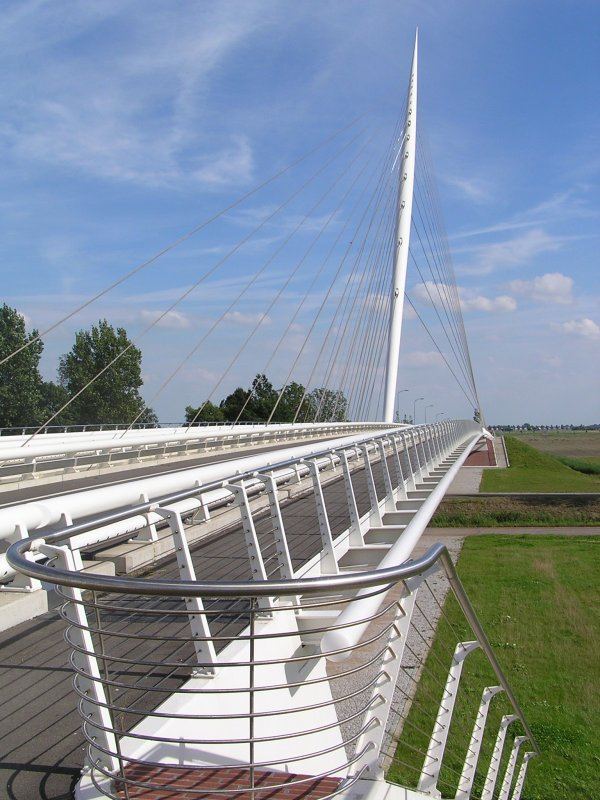
Brug de Harp over de Hoofdvaart.

Naast het Fort bij Hoofddorp staat de enige nog overgebleven windmolen in de Haarlemmermeer: molen De Eersteling (bouwjaar 1856 en in 1977 verplaatst naar de huidige locatie).
In het bijzijn van koningin Beatrix zijn in 2004 de Calatravabruggen, drie opvallende bruggen van de Spaanse architect Santiago Calatrava, geopend. De bruggen liggen over de Hoofdvaart en zijn genoemd naar snaarinstrumenten: Harp, Citer en Luit. De bruggen liggen respectievelijk in de Noordelijke Randweg in Nieuw-Vennep, de Nieuwe Bennebroekerweg tussen Hoofddorp en Nieuw-Vennep en bij de Maria Tesselschadelaan in Hoofddorp.

### Monumenten
In de gemeente zijn er een aantal rijksmonumenten en oorlogsmonumenten, zie:
- Lijst van rijksmonumenten in Haarlemmermeer
- Lijst van provinciale monumenten in Haarlemmermeer
- Lijst van gemeentelijke monumenten in Haarlemmermeer
- Lijst van oorlogsmonumenten in Haarlemmermeer

Sinds 17 juni 2017 bevindt zich nabij Vijfhuizen het Nationaal Monument MH17.

### Kunst in de openbare ruimte
In de gemeente zijn diverse beelden, sculpturen en objecten geplaatst in de openbare ruimte, zie:
- Lijst van beelden in Haarlemmermeer

## Verkeer en vervoer

### Autosnelwegen en provinciale wegen
Autosnelwegen:
- Amsterdam – Leiden, afritten bij Schiphol-Centrum, Schiphol Vracht, Hoofddorp en Nieuw-Vennep.
- Knooppunt Burgerveen (A4) – Wassenaar, afritten bij Weteringbrug, Abbenes en Nieuw-Vennep.
- Knooppunt De Hoek (A4) – Knooppunt Coenplein (A10)
- Velsen – Amstelveen, afritten bij Boesingheliede, Badhoevedorp, Schiphol-Oost en N205 Hoofddorp Zuid.

Provinciale wegen:
- (Kruisweg en Weg om de Noord): ... – Heemstede – (N205) – Hoofddorp – (A4) – Aalsmeer – ...
- (Drie Merenweg): Rottepolderplein – Hoofddorp (N201) – Nieuw Vennep – N207.
- (Leimuiderweg): Hillegom – (N205) – Nieuw Vennep – (A4) – Leimuiden – ...
- (Schipholweg): Haarlem – (N205) – Boesingheliede – (A9) – Badhoevedorp – Amstelveen – ...
- (Hoofdweg-Oostzijde): Lijnden – (N232) – (N201) – Hoofddorp – Nieuw Vennep – (N207) – Abbenes – (A44) – Buitenkaag.

### Openbaar vervoer

#### Spoorwegen

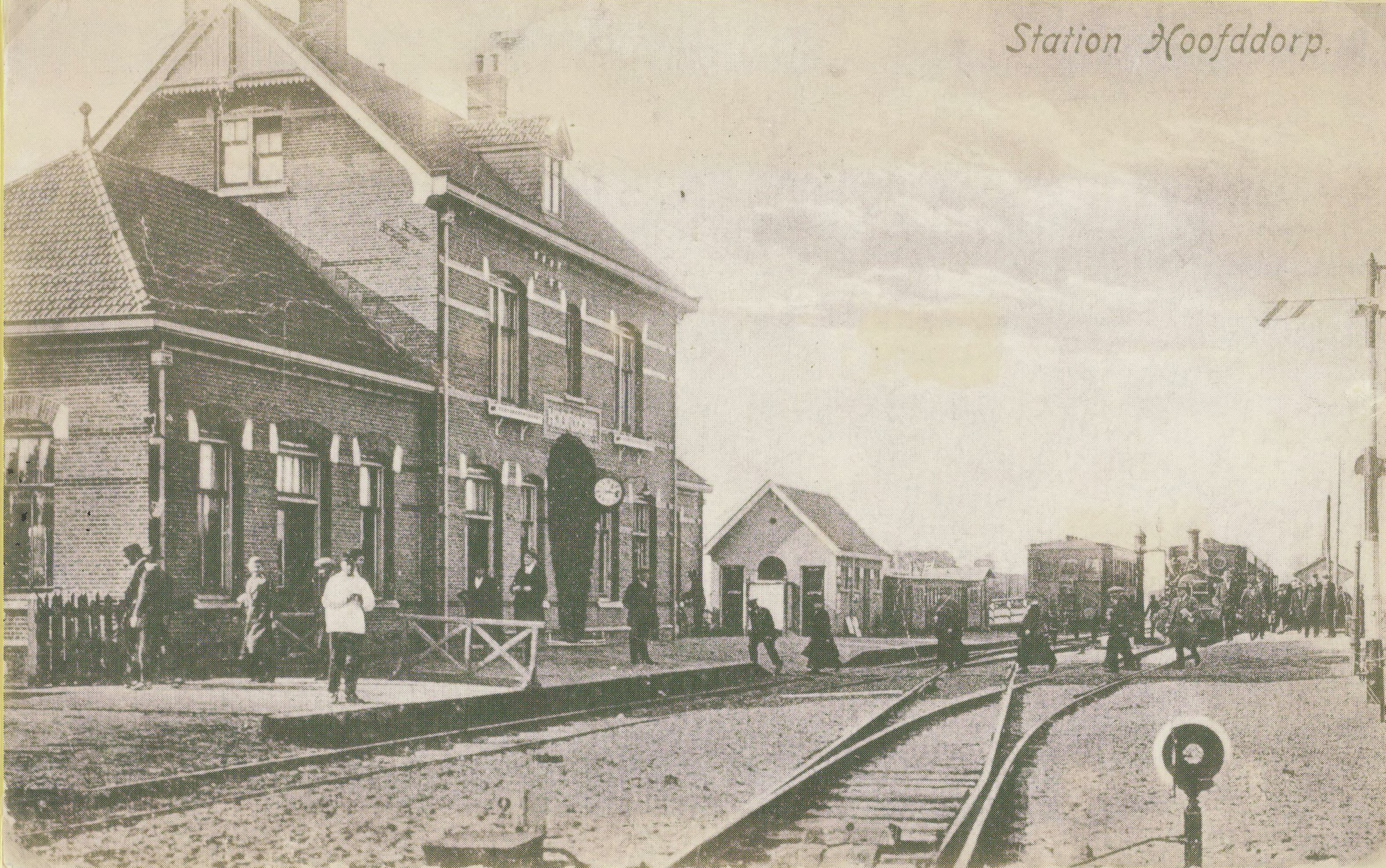
Het station Hoofddorp; circa 1912.

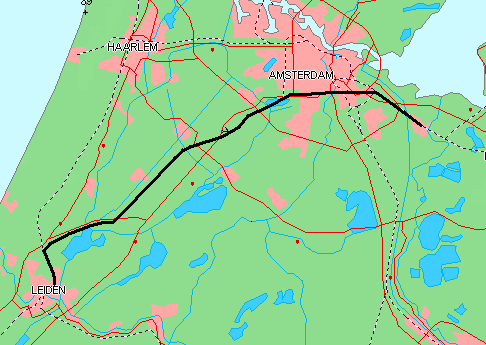
De Schiphollijn

In 1912 werden de eerste twee lijnen van de Haarlemmermeerspoorlijnen geopend. De treinen op de lijn Hoofddorp – Leiden (via Roelofarendsveen) stopten in Haarlemmermeer bij de stations: Hoofddorp, Bennebroekerweg, Venneperweg, Nieuw-Vennep, Sloterweg Zuid en Leimuiden. Op de lijn Aalsmeer – Haarlem waren in Haarlemmermeer de volgende stations: Aalsmeerderweg, Sloterweg Noord, Hoofddorp, IJweg en Vijfhuizen. Per 1 januari 1936 werden beide lijnen gesloten en vervolgens opgebroken.
Het gedeelte Aalsmeer – Hoofddorp bleef nog tot 9 juni 1943 open voor goederenverkeer. In 1941 werd een zijlijn aangelegd vanaf de halte Aalsmeerderweg naar het vliegveld ('Fliegerhorst') Schiphol (het tegenwoordige Schiphol-Oost), dat voor Duitse militaire doeleinden werd gebruikt. Na het bombardement op 13 december 1943 was het vliegveld echter onbruikbaar geworden. In de hongerwinter werd het spoor door de bevolking gesloopt voor brandhout, vervolgens is deze zijlijn opgebroken. Het gedeelte van Aalsmeer tot de halte Sloterweg Noord werd voor goederenvervoer gesloten op 15 december 1953 (vanwege de in slechte staat verkerende brug over de Ringvaart) en vervolgens opgebroken. Het uit 1912 daterende stationsgebouw van Hoofddorp is nog aanwezig. Ook het station van Vijfhuizen bestaat nog. Ook bestaan er nog enkele haltegebouwen

#### Schiphollijn
Vanaf 1978 rijdt er opnieuw een trein door Haarlemmermeer: op 20 december van dat jaar werd het eerste deel van de Schiphollijn geopend, tussen Schiphol en station Amsterdam RAI. In 1981 werd de Schiphollijn in Haarlemmermeer doorgetrokken naar Leiden, langs Hoofddorp en Nieuw-Vennep. Sindsdien heeft Haarlemmermeer drie spoorwegstations: Schiphol Airport, Hoofddorp en Nieuw Vennep. In 2000 kwam de spoorverdubbeling tussen Amsterdam-Riekerpolder, Schiphol en Hoofddorp gereed.
Met Schiphol heeft Haarlemmermeer bovendien sinds 2009 een station aan de HSL-Zuid. Tussen Amsterdam en Hoofddorp volgt de HSL-Zuid het spoor uit 1981, tussen Hoofddorp en Nieuw-Vennep heeft deze een eigen tracé parallel daaraan, en vanaf Nieuw-Vennep buigt de lijn zuidwaarts af en loopt langs Roelofarendsveen verder naar Rotterdam.
In december 2012 is net buiten de Haarlemmermeerpolder het nieuwe station Halfweg-Zwanenburg aan de Oude Lijn geopend. Dit station ligt in Halfweg (gemeente Haarlemmerliede en Spaarnwoude), sinds de fusie met deze gemeente ligt het station sinds 1 januari 2019 binnen de gemeente Haarlemmermeer.

#### Bus

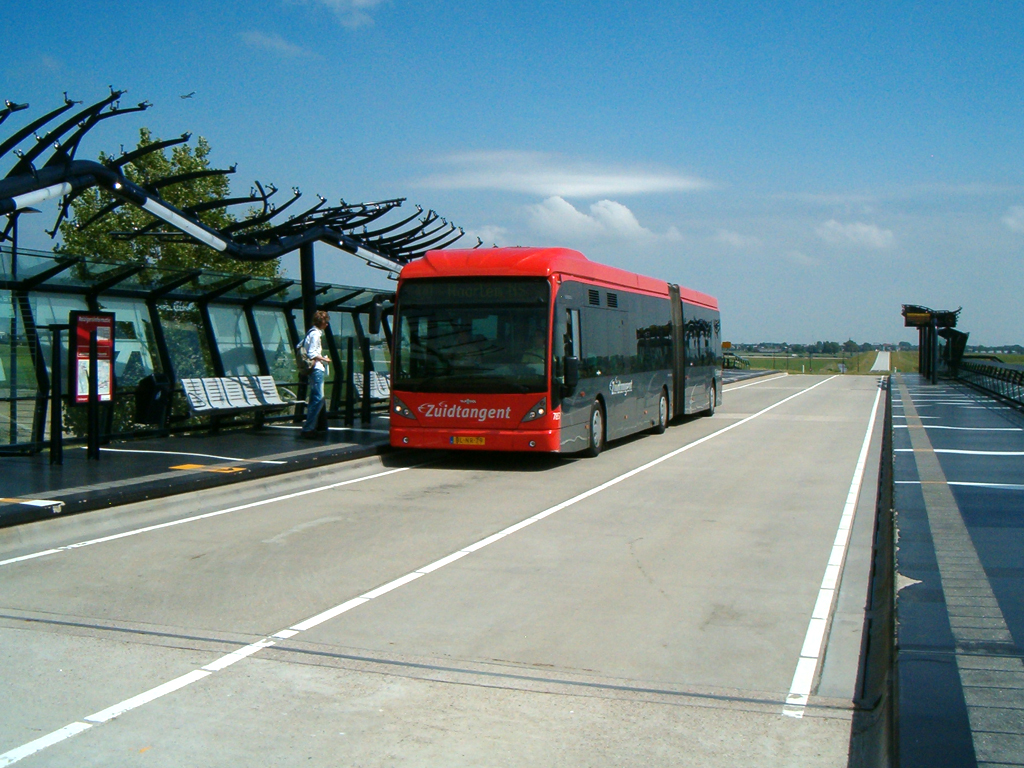
Bus van de Zuidtangent op de halte Beukenhorst te Hoofddorp; 2006.

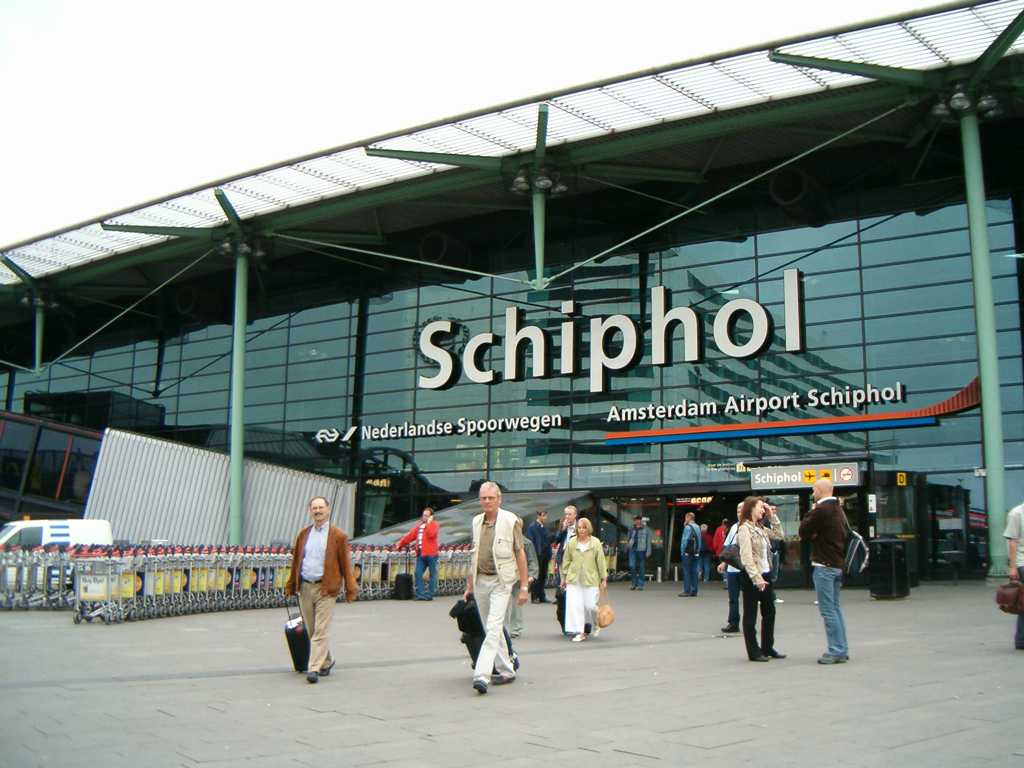
Luchthaven Schiphol.

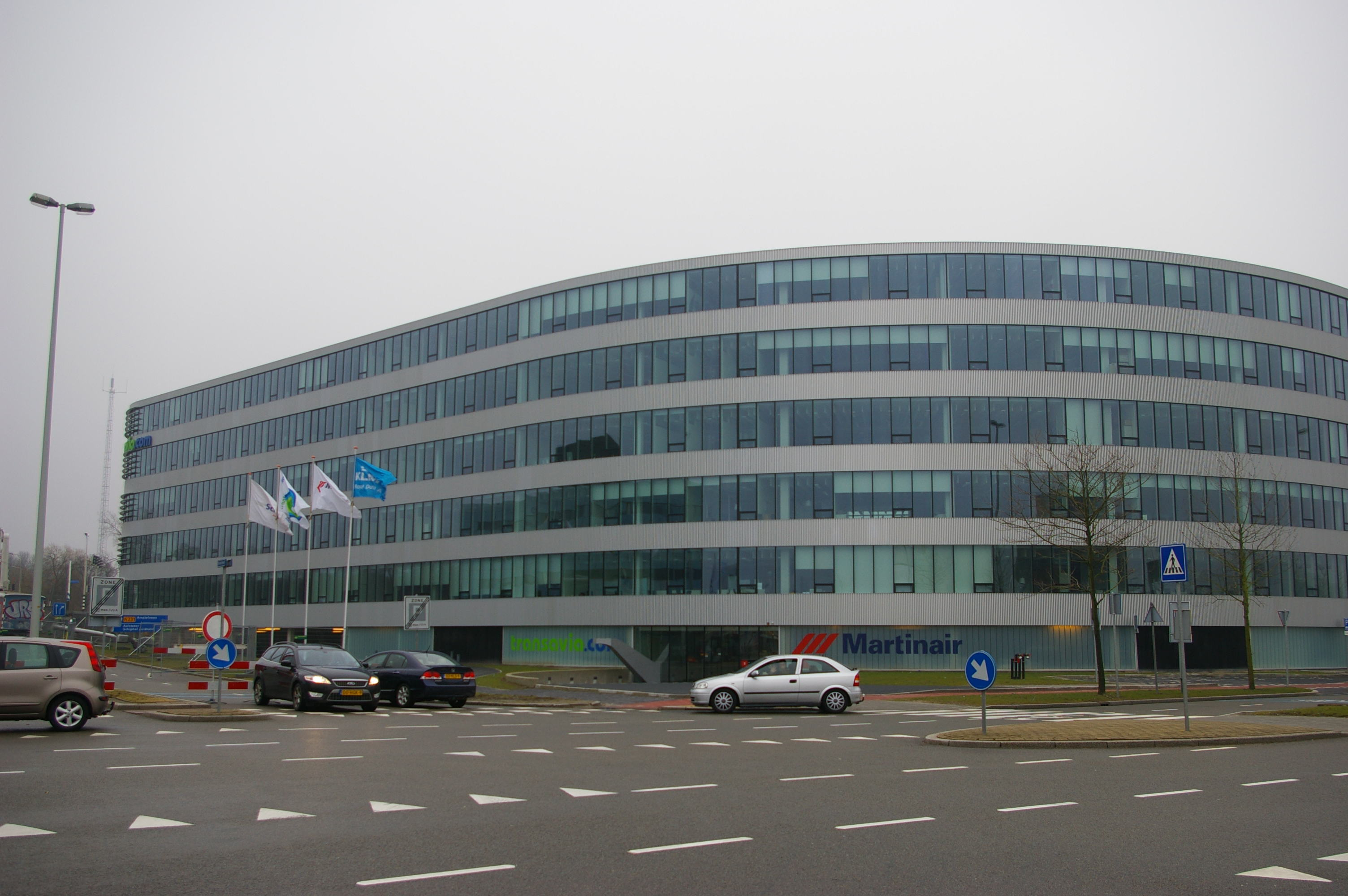
TransPort Building - Kantoren van Martinair en Transavia, Schiphol-Oost

Streekbusdiensten werden in Haarlemmermeer tot 1936 verzorgd door Van Kalmthout en Van Niel te Hoofddorp, dat als garagebedrijf nog steeds bestaat. Daarna door Maarse & Kroon totdat het in 1973 opging in Centraal Nederland. In 1994 werd het vervoer vanwege een ruil van concessiegebieden overgenomen door NZH, dat in 1999 opging in Connexxion. Sinds de jaren tachtig heeft Hoofddorp stadsbuslijnen. Daarnaast verzorgt het GVB Amsterdam een aantal lijnen van Amsterdam naar Schiphol.
Sinds 2002 rijdt door Haarlemmermeer de Zuidtangent, een snelle busverbinding van Haarlem naar Amsterdam-Zuidoost. Eind 2007 is daar een lijn van Nieuw-Vennep naar station Amsterdam Zuid bijgekomen. Eind 2011 werd de Zuidtangent onderdeel van R-net. In Haarlemmermeer heeft de Zuidtangent een eigen busbaan, alleen bij Schiphol volgt hij deels de gewone weg. Tussen Hoofddorp en Schiphol is een aparte tunnel gebouwd voor deze verbinding. De lijn heeft één halte in Vijfhuizen, tien in Hoofddorp, vier in Nieuw-Vennep en drie op Schiphol.

### Vaarwegen
De Ringvaart rond de Haarlemmermeerpolder is een belangrijke vaarweg, zowel voor beroeps- als pleziervaart. Het deel tussen Oude Wetering en de Nieuwe Meer, en het deel tussen Oude Wetering en het Spaarne, zijn deel van respectievelijk de oostelijke en westelijke variant van de Staande Mastroute.
De vaarten en tochten in de gemeente zelf hadden oorspronkelijk geen voor de scheepvaart bruikbare verbinding met de wateren daarbuiten, wat betekende dat goederen bij de ringdijk moesten worden overgeladen. In 1895 kwam er wel zo'n verbinding: een schutsluis bij het Fort bij Aalsmeer, die de Ringvaart verbond met het Voorkanaal van de Geniedijk. Vanwege het grote verval werd dit een dubbele sluis. De verbinding betekende een impuls voor de handel. In de jaren vijftig is de sluis gesloten voor scheepvaart, en in 1966 werd de brug in de ringdijk vervangen door een dam met duiker. De vaarten en tochten worden tegenwoordig praktisch niet meer voor scheepvaart gebruikt.

### Vliegverkeer
Via Schiphol heeft Haarlemmermeer vliegverbindingen met een groot deel van de wereld.

### Economie
Met de Luchthaven Schiphol binnen de gemeentegrenzen vormt Haarlemmermeer een sterke motor voor de (regionale) economie. Daarnaast zijn er grotere en kleinere bedrijventerreinen in Haarlemmermeer gevestigd, zoals bedrijvenpark De President nabij Hoofddorp en industrieterrein De Liede.

## Politiek en bestuur

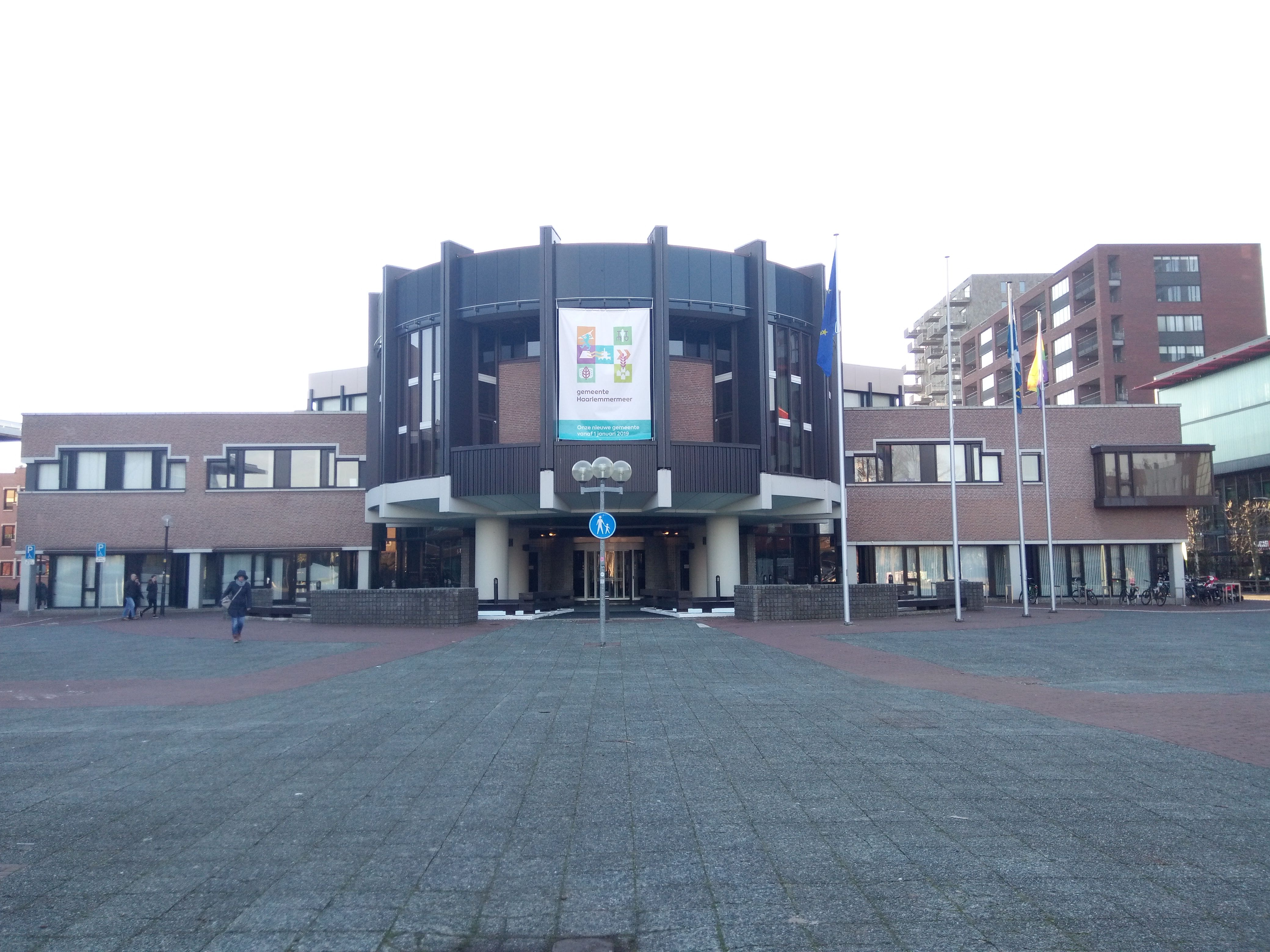
Vooraanzicht van het, in 2022 gesloopte, Raadhuis in Hoofddorp. De ronde raadzaal bevond zich boven de ingang

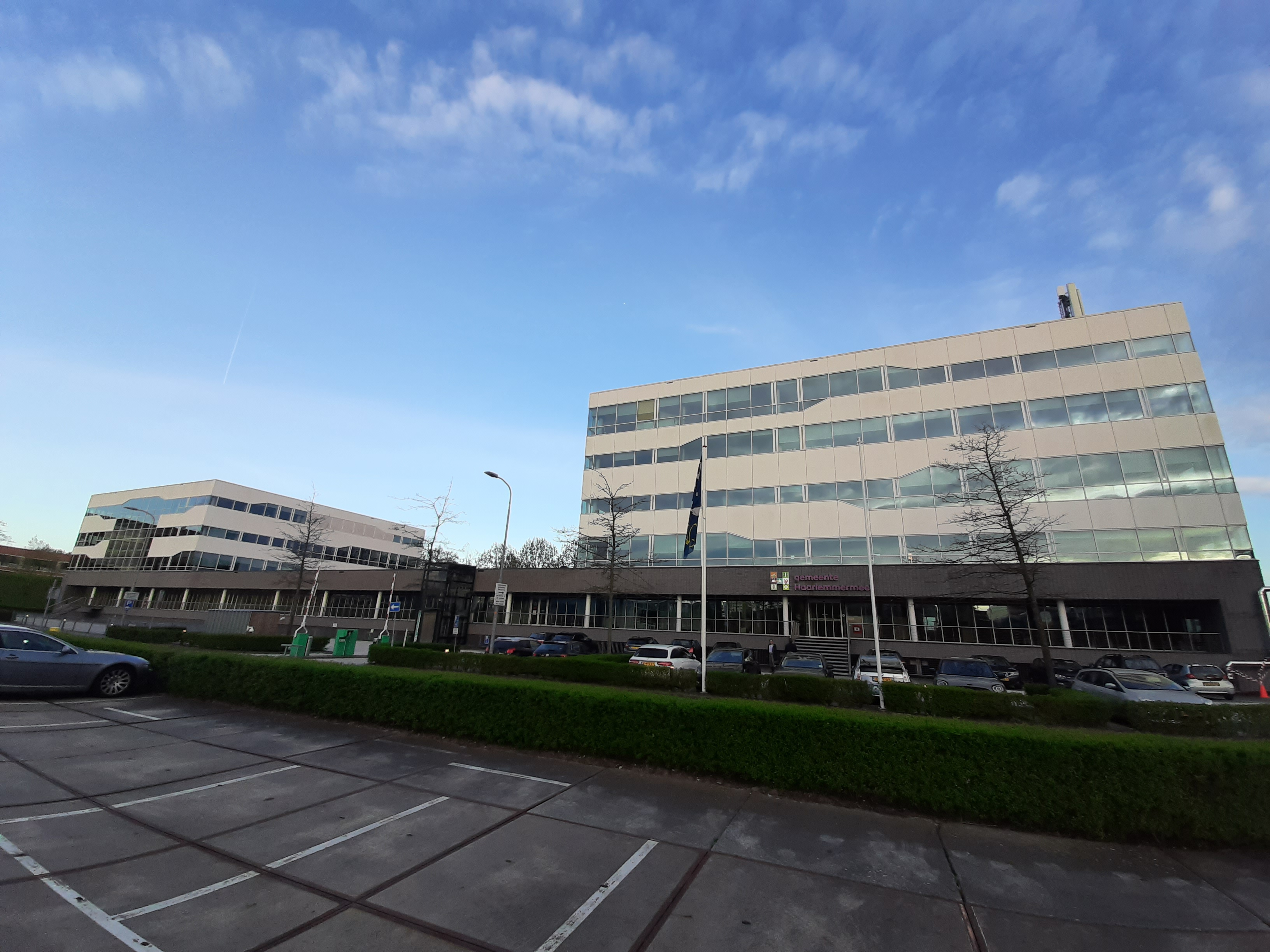
Het (tijdelijke) gemeentehuis van Haarlemmermeer aan de Taurusavenue 100

De gemeenteraad van Haarlemmermeer bestaat uit 39 leden verdeeld onder 13 politieke fracties waaronder 5 lokale partijen en 8 lokale afdelingen van landelijke partijen (waaronder een samenwerking van twee verschillende partijen; ChristenUnie en SGP). De gemeenteraad wordt sinds 10 juli 2019 voorgezeten door burgemeester Marianne Schuurmans-Wijdeven.
Daarnaast werkt de gemeenteraad ook met zogenoemde commissieleden (van 2006 tot juni 2023 was de benoeming fractie-assistent). Dit zijn vertegenwoordigers van de politieke partijen die hun fractie ondersteunen bij het raadswerk en bij raadssessies ook het woord mogen voeren namens de fractie. Commissieleden krijgen een vergoeding voor hun werk gebaseerd op aanwezigheid. Verder hebben zij geen stemrecht en mogen niet deelnemen aan raadsdebatten. Elke politieke fractie mag twee commissieleden naar voren schuiven om benoemd te worden. De raadsleden stemmen vervolgens over de benoeming. Een voorwaarde waar de commissieleden aan moeten voldoen is dat zij bij de laatste gemeenteraadsverkiezingen op de kieslijst van een partij hebben moeten gestaan, woonachtig in de gemeente en dat zij de leeftijd van minimaal achttien jaar hebben.
De coalitie voor de periode 2022-2026 wordt gevormd door de partijen VVD, HAP, D66 en CDA. Deze partijen hebben een meerderheid van 21 van de 39 zetels. Het college van burgemeester en wethouders bestaat naast de burgemeester uit zes wethouders, twee van de VVD, twee van HAP, één van het CDA en één van D66.
De gemeenteraad vergadert sinds april 2022 op een tijdelijke locatie op bedrijventerrein Beukenhorst aan de Taurusavenue 100 in Hoofddorp vanwege de sloop van het voormalige raadhuis in het centrum van Hoofddorp. Verwacht wordt dat het nieuwe raadhuis halverwege 2028 opgeleverd zal worden.

### College van B&W
| Naam                            | Functie                        | Partij | Portefeuille |
| ------------------------------- | ------------------------------ | ------ | --- |
| Marianne Schuurmans-Wijdeven    | Burgemeester                   | VVD    | - Algemene en bestuurlijke zaken - Regionale samenwerking - Openbare orde, veiligheid en handhaving - Brandweer - Kernencontacten (samen met wethouder Steffens) - Burgerzaken - Internationale betrekkingen - Communicatie en onderzoek                |
| Jurgen Nobel                    | Wethouder/ 1e locoburgemeester | VVD    | - Financiën - Luchthavenzaken - Woningbouw - Ruimtelijke ontwikkelingen - Grondzaken - Deelnemingen - Projecten: Stadscentrum Hoofddorp (exclusief Huis van Haarlemmermeer)                                                                             |
| Mariëtte Sedee                  | Wethouder/ 2e locoburgemeester | CDA    | - Sport en volksgezondheid - Agrarische zaken - Vastgoed (incl. maatschappelijk vastgoed) - Afval, Milieu & Water - Grootschalig groen & Recreatie - Subsidies - Projecten: Park21                                                                      |
| Marjolein Steffens-van de Water | Wethouder/ 3e locoburgemeester | HAP    | - Fysieke Leefomgeving - Woonbeleid - Jeugd & Onderwijs - Dienstverlening - Doelgroepenbeleid & Emancipatie - Gebiedsgericht werken - Participatie - Kernencontacten (samen met burgemeester Schuurmans-Wijdeven) - Projecten: Nieuwe Kom, Nieuw-Vennep |
| Marja Ruigrok                   | Wethouder/ 4e locoburgemeester | VVD    | - Economische zaken - Verkeer & Vervoer - Cultuur - Toerisme & evenementenbeleid |
| Charif El Idrissi               | Wethouder/ 5e locoburgemeester | HAP    | - Werk & inkomen (sociale zaken) - Arbeidsmarktbeleid - Inburgering - Digitalisering - Personeel - Inkoop- en aanbestedingsbeleid - Bedrijfsvoering en organisatie                                                                                      |
| Charlotte van der Meij          | Wethouder/ 6e locoburgemeester | D66    | - Zorg en Welzijn - Klimaat en Energie - Juridische zaken - Vergunningen - Handhaving - Projecten: nieuw gemeentehuis |

### Gemeenteraad

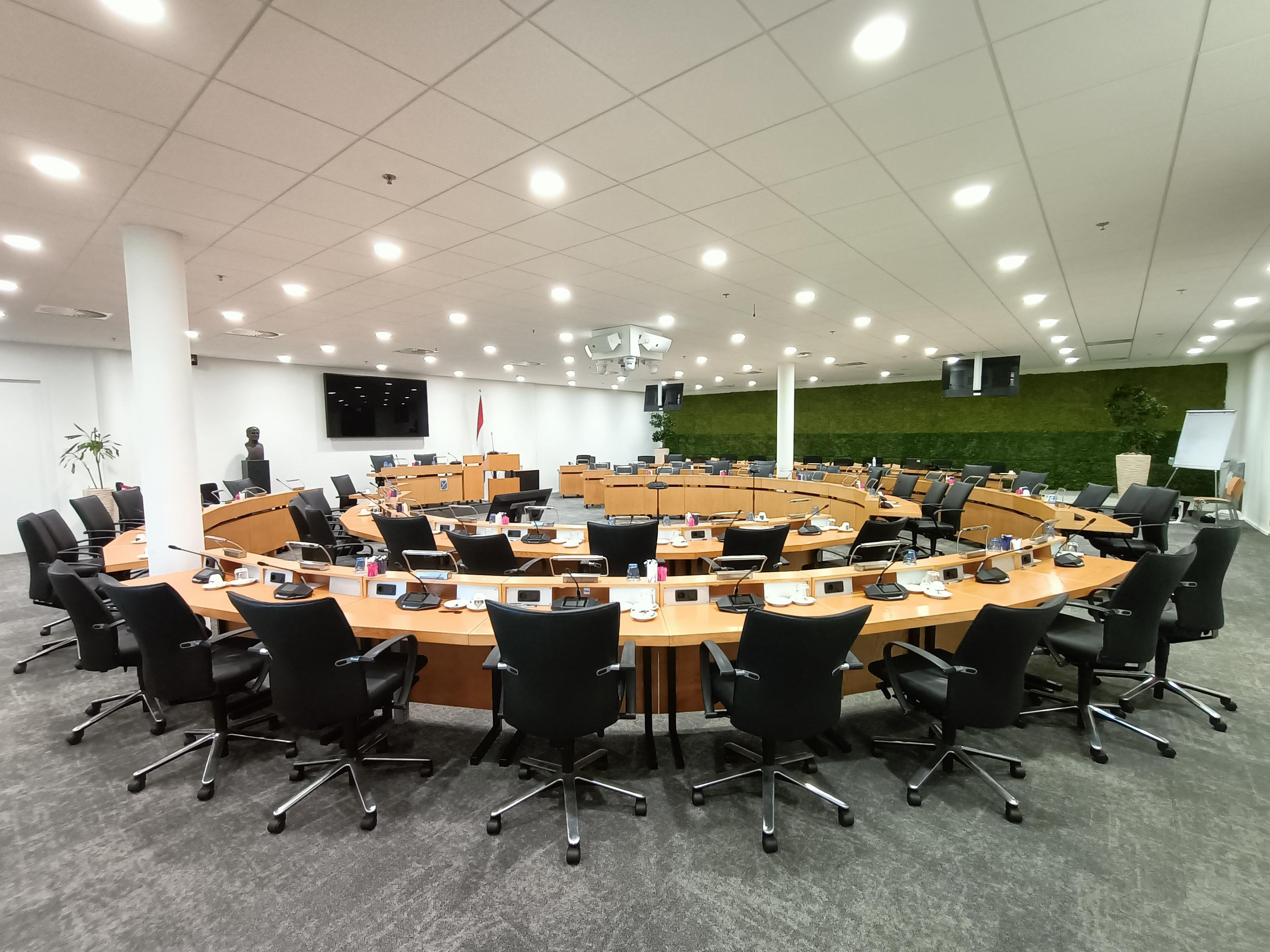
Tijdelijke raadszaal Haarlemmermeer (mei 2022).

In onderstaande tabel staan de resultaten van de gemeenteraadsverkiezingen vanaf 1986. Zowel na de verkiezingen in 2006, de verkiezingen van 2010 als die van 2014 waren er verschuivingen en afsplitsingen.
| Verkiezingsuitslagen gemeenteraad van Haarlemmermeer sinds 1986 | Verkiezingsuitslagen gemeenteraad van Haarlemmermeer sinds 1986 | Verkiezingsuitslagen gemeenteraad van Haarlemmermeer sinds 1986 | Verkiezingsuitslagen gemeenteraad van Haarlemmermeer sinds 1986 | Verkiezingsuitslagen gemeenteraad van Haarlemmermeer sinds 1986 | Verkiezingsuitslagen gemeenteraad van Haarlemmermeer sinds 1986 | Verkiezingsuitslagen gemeenteraad van Haarlemmermeer sinds 1986 | Verkiezingsuitslagen gemeenteraad van Haarlemmermeer sinds 1986 | Verkiezingsuitslagen gemeenteraad van Haarlemmermeer sinds 1986 | Verkiezingsuitslagen gemeenteraad van Haarlemmermeer sinds 1986 | Verkiezingsuitslagen gemeenteraad van Haarlemmermeer sinds 1986 |
| Partij                                                          | 1986                                                            | 1990                                                            | 1994                                                            | 1998                                                            | 2002                                                            | 2006                                                            | 2010                                                            | 2014                                                            | 2018                                                            | 2022                                                            |
| --------------------------------------------------------------- | --------------------------------------------------------------- | --------------------------------------------------------------- | --------------------------------------------------------------- | --------------------------------------------------------------- | --------------------------------------------------------------- | --------------------------------------------------------------- | --------------------------------------------------------------- | --------------------------------------------------------------- | --------------------------------------------------------------- | --------------------------------------------------------------- |
| VVD                                                             | 12                                                              | 9                                                               | 9                                                               | 12                                                              | 9                                                               | 10                                                              | 10                                                              | 7                                                               | 7                                                               | 8                                                               |
| HAP                                                             | 1                                                               | 1                                                               | 2                                                               | 3                                                               | 11                                                              | 4                                                               | 4                                                               | 6                                                               | 7                                                               | 6                                                               |
| GroenLinks                                                      | 1                                                               | 4                                                               | 4                                                               | 5                                                               | 5                                                               | 4                                                               | 4                                                               | 3                                                               | 4                                                               | 5                                                               |
| D66                                                             | 2                                                               | 5                                                               | 5                                                               | 2                                                               | 1                                                               | 1                                                               | 5                                                               | 6                                                               | 3                                                               | 4                                                               |
| CDA                                                             | 12                                                              | 11                                                              | 8                                                               | 7                                                               | 8                                                               | 7                                                               | 5                                                               | 5                                                               | 5                                                               | 3                                                               |
| Forza!                                                          | -                                                               | -                                                               | -                                                               | -                                                               | -                                                               | -                                                               | 3                                                               | 4                                                               | 5                                                               | 3                                                               |
| PvdA                                                            | 8                                                               | 5                                                               | 5                                                               | 6                                                               | 4                                                               | 8                                                               | 4                                                               | 4                                                               | 3                                                               | 3                                                               |
| SRH                                                             | -                                                               | -                                                               | -                                                               | -                                                               | -                                                               | -                                                               | 1                                                               | 1                                                               | 1                                                               | 2                                                               |
| ChristenUnie-SGP1                                               | 1                                                               | 1                                                               | 1                                                               | 2                                                               | 1                                                               | 2                                                               | 1                                                               | 1                                                               | 2                                                               | 1                                                               |
| Een Haarlemmermeer                                              | -                                                               | -                                                               | -                                                               | -                                                               | -                                                               | -                                                               | -                                                               | 1                                                               | 1                                                               | 1                                                               |
| Gezond Haarlemmermeer                                           | -                                                               | -                                                               | -                                                               | -                                                               | -                                                               | -                                                               | -                                                               | -                                                               | 1                                                               | 1                                                               |
| Forum voor Democratie                                           | -                                                               | -                                                               | -                                                               | -                                                               | -                                                               | -                                                               | -                                                               | -                                                               | -                                                               | 1                                                               |
| BVNL                                                            | -                                                               | -                                                               | -                                                               | -                                                               | -                                                               | -                                                               | -                                                               | -                                                               | -                                                               | 1                                                               |
| CDVP                                                            | -                                                               | -                                                               | -                                                               | -                                                               | -                                                               | -                                                               | -                                                               | 1                                                               | -                                                               | -                                                               |
| Trots op Nederland                                              | -                                                               | -                                                               | -                                                               | -                                                               | -                                                               | -                                                               | 2                                                               | -                                                               | -                                                               | -                                                               |
| SP                                                              | -                                                               | -                                                               | -                                                               | -                                                               | -                                                               | 3                                                               | -                                                               | -                                                               | -                                                               | -                                                               |
| Nieuw Groen '90                                                 | -                                                               | 1                                                               | 3                                                               | 2                                                               | -                                                               | -                                                               | -                                                               | -                                                               | -                                                               | -                                                               |
| Centrum Democraten                                              | -                                                               | -                                                               | 2                                                               | -                                                               | -                                                               | -                                                               | -                                                               | -                                                               | -                                                               | -                                                               |
| Totaal                                                          | 37                                                              | 37                                                              | 39                                                              | 39                                                              | 39                                                              | 39                                                              | 39                                                              | 39                                                              | 39                                                              | 39                                                              |

1Gemeenschappelijke lijst van CU en SGP. Vóór 2002 van SGP, GPV en RPF. In 1990 zonder RPF, in 1994 zonder SGP.

### Burgemeester
De eerste burgemeester van Haarlemmermeer was Matthijs Samuel Petrus Pabst. Pabst was in 1853 al tot burgemeester van de gemeentes Heemstede, Berkenrode en Bennebroek benoemd. In 1855 volgde zijn benoeming tot de burgemeester van de nieuwe gemeente Haarlemmermeer waarbij bepaald werd dat Pabst die functie tot september 1856 zou combineren met het burgemeesterschap van de andere drie gemeentes. Tot 1863 heeft hij Haarlemmermeer vanuit het raadhuis van Heemstede bestuurd.
Hij werd in 1863 opgevolgd door Jacob Paulus Amersfoordt, een van de eerste landeigenaren van het drooggemalen Haarlemmermeer. In 1854 kocht Amersfoordt een stuk land van zo'n 200 hectare in het noorden van de net drooggevallen Haarlemmermeer, vlak bij Sloten. Hier vestigde hij een modern landbouwbedrijf; 'De Badhoeve'. Deze plek groeide uiteindelijk uit tot het dorp Badhoevedorp.
Bekende voormalige naoorlogse burgemeesters van Haarlemmermeer waren o.a. Cor van Stam (lokale verzetsstrijder) en Hans de Boer (voormalig staatssecretaris).
Van 1994 tot 2003 was oud staatssecretaris Jan van Houwelingen burgemeester. Deze ging met vervroegd pensioen in 2003 waarop hij door Fons Hertog werd opgevolgd. Hertog bood op 21 september 2006 zijn ontslag aan naar aanleiding van een rapport van de Onderzoeksraad voor Veiligheid over de Schipholbrand. Tussentijds trad Tineke Netelenbos op als waarnemend burgemeester. Hertog werd in 2007 opgevolgd door Theo Weterings, toen nog burgemeester van Beverwijk. Weterings bleef tien jaar in Haarlemmermeer en had onder andere in zijn rol als voorzitter van de veiligheidsregio de leiding over de ramp met Turkish Airlines vlucht 1951 in 2009. Na tien jaar vertrok Weterings met ingang van 28 november 2017 toen hij werd benoemd tot burgemeester van Tilburg. Vervolgens werd Onno Hoes waarnemend burgemeester van Haarlemmermeer tot aan 4 juni 2019. Hoes toonde begin 2019 nog interesse om te solliciteren naar de rol van burgemeester van de gemeente maar besloot toch terug te komen op deze uitspraak. Hij vertrok om de rol van voorzitter van makelaarsorganisatie NVM op zich te nemen. Locoburgemeester Jurgen Nobel nam daarna het burgemeesterschap tijdelijk waar.
Op 3 juni 2019 werd de huidige burgemeester Marianne Schuurmans-Wijdeven door de gemeenteraad voorgedragen als burgemeester van Haarlemmermeer. Zij werd geïnstalleerd op 10 juli 2019 en is daarmee de eerste vrouwelijke burgemeester van de gemeente.
De burgemeester van Haarlemmermeer is naast voorzitter van de gemeenteraad ook lid van het college van B&W en gaat over de algemene en bestuurlijke zaken, openbare orde en veiligheid en burgerzaken van de gemeente. Daarnaast is de burgemeester van Haarlemmermeer ook lid en voorzitter van het dagelijks en algemeen bestuur van de Veiligheidsregio Kennemerland, voorzitter van de regionale veiligheidsdriehoek, Lid van het Platform Beveiliging en Publieke Veiligheid Schiphol, lid van de Omgevingsdienst Noordzeekanaalgebied, voorzitter van de Stuurgroep Crisisbestrijdingsplan Schiphol en deelnemer aan het Regionaal Bestuurlijk Overleg Politie en de V10 (Voorzitters driehoeken eenheid Noord-Holland).
Daarnaast heeft de burgemeester ook drie lokale, symbolische nevenfuncties als Beschermvrouwe (of beschermheer). De burgemeester is beschermvrouwe van het VOC Shantykoor te Vijfhuizen, Het Haarlemmermeers mannenkoor en carnavalsvereniging de Meerbonken.

### Jongerengemeenteraad
Sinds 7 september 2017 heeft Haarlemmermeer ook een Jongerengemeenteraad. De Jongerengemeenteraad geeft gevraagd en ongevraagd advies aan de gemeente, aan de gemeenteraad en vertegenwoordigd jongeren in de gemeente. De Jongerengemeenteraad is destijds ingesteld met de Verordening Jongerengemeenteraad.
De Jongerengemeenteraad mag maximaal bestaan uit 39 leden tussen de 12 en 21 jaar. Minder leden komt vaker voor. De jongeren mogen niet werkzaam of betrokken zijn bij de lokale politieke fracties in de gemeenteraad. De jongeren kunnen zich melden bij de griffie van de gemeenteraad en worden vervolgens door de gemeenteraad per stemming benoemt voor een periode van twee jaar. Maximaal vijf raadsleden worden om de vier jaar tot ambassadeur benoemt en begeleiden de jongeren samen met een griffiemedewerker en een onafhankelijke jongerenbegeleider. Deze raad wordt voorgezeten door een voorzitter benoemd vanuit de leden. De Jongerengemeenteraad vergadert elke zes weken, op woensdag, van 18.30 tot 21.30 uur.

#### Kindervragenuur en scholierendebattoernooi
De gemeenteraad van Haarlemmermeer organiseert sinds 2008 het Haarlemmermeerse Scholierendebattoernooi. Deze vindt meestal plaats in november of december elk jaar. Hiervoor worden alle vijf de middelbare scholen en de Vavo klas van het Nova College uitgenodigd in de gemeente om leerlingen af te vaardigen om mee te doen. Elk jaar doen ongeveer 80 scholieren mee aan het debatfeest.
De week voor het toernooi organiseert de griffie debatlessen op de scholen of workshops voor de deelnemers. Het toernooi vindt op een donderdag plaats waarbij de diverse groepjes van de scholen met elkaar in debat gaan. De debatvormen zijn afwisselend het Amerikaans Parlementair of het Lagerhuisdebat. De jury bestaat uit raadsleden, commissieleden en wethouders van Haarlemmermeer.
Sinds 2021 doet er ook een groep raadsleden mee aan het scholierendebat die met de scholieren in debat gaan. Deze groep is puur bedoeld voor opvulling van het programma. De raadsleden worden uitgesloten van de prijzen.
De winnaars krijgen een trofee en mogen zich na het toernooi een jaar lang de beste debaters van Haarlemmermeer noemen.
Het doel van het Scholieren Debattoernooi is de nadere kennismaking van scholieren met de lokale politiek en met gemeenteraadsleden en het stimuleren van debatvaardigheden en debatcultuur bij Haarlemmermeerse scholieren. De organisatie van het toernooi ligt volledig in handen van de raadsgriffie van de gemeenteraad en wordt ook live uitgezonden via de website van de gemeenteraad.
Sinds december 2022 worden er ook jaarlijkse kindervraaguren georganiseerd door de gemeenteraad waarbij basisschoolleerlingen uit Haarlemmermeer in de raadzaal langskomen en vragen mogen stellen aan de aanwezige raadsleden en wethouders. Dit kindervragenuur wordt gecombineerd met een lesprogramma op de scholen over lokale politiek en een bezoek van raadsleden aan de klassen.

### Fusie met Haarlemmerliede en Spaarnwoude
Omdat de gemeente Haarlemmerliede en Spaarnwoude het niet zelfstandig kon blijven, ging ze op zoek naar een fusiepartner. Sinds de zomer van 2015 was de gemeente met de buurgemeenten in gesprek. Tijdens een commissievergadering in maart 2016 werd besloten dat de gemeente verdiepende gesprekken zou gaan voeren met drie gemeenten: Amsterdam, Haarlemmermeer en Velsen. Op 28 juni 2016 heeft de gemeenteraad van Haarlemmerliede en Spaarnwoude zich met een grote meerderheid (10-1) uitgesproken voor een fusie met Haarlemmermeer.
Op 30 juni 2016 stemde de gemeenteraad van Haarlemmermeer unaniem voor om per 1 januari 2019 te fuseren met de gemeente Haarlemmerliede en Spaarnwoude. De naam Haarlemmermeer bleef hierbij behouden. De vlaggen en gemeentewapens werden gefuseerd tot een mix van beide voormalige vlaggen en wapens.
Het wetsvoorstel over de vrijwillige samenvoeging van de gemeenten Haarlemmerliede en Spaarnwoude en Haarlemmermeer tot de nieuwe gemeente Haarlemmermeer werd door beide gemeentes op 17 november 2017 ingediend en werd op 24 april 2018 aangenomen door de Tweede Kamer waarbij PVV, SP, PvdD, 50PLUS en FVD tegen stemden. De Eerste Kamer heeft het voorstel op 10 juli 2018 na stemming bij zitten en opstaan aangenomen.
Tegenstand voor de fusie kwam uit het dubbeldorp Spaarndam. In Spaarndam-Oost, dat tot Haarlemmerliede en Spaarnwoude behoorde, wilde een deel van de bewoners onder leiding van de dorpsraad en gemeente Haarlem fuseren met Spaarndam-West, gelegen in de gemeente Haarlem. De SP diende hiervoor een wetswijziging in, in de Tweede Kamer in 2018 dat niet werd aangenomen en ook provinciaal in de provincie Noord-Holland werd door de SP in 2019 nogmaals geopperd voor een grenscorrectie. De Gedeputeerde Staten van Noord-Holland besloot echter op 5 juli 2019 dat de standpunten van Haarlem en de Dorpsraad destijds genoeg zijn meegewogen bij de besluiten van de gemeenteraden van zowel Haarlemmerliede en Spaarnwoude als Haarlemmermeer en zag dus geen reden tot een correctie van de grenzen. De nieuwe gemeente Haarlemmermeer was daarnaast ook tegenstander hiervan.

### Vervoerregio Amsterdam
Haarlemmermeer maakte van 2006 tot en met 2016 deel uit van de Stadsregio Amsterdam (tot en met 2014 was dit een plusregio). Sinds 1 januari 2017 is dit verband verder gegaan als de Vervoerregio Amsterdam (VRA).
De VRA is een bestuurlijk samenwerkingsverband van 14 gemeenten in de regio Amsterdam en heeft een aantal (wettelijke) regionale verkeer- en vervoertaken, waaronder het opdrachtgeverschap van het openbaar vervoer in de concessies Amstelland-Meerlanden (inclusief Schiphol), Zaanstreek-Waterland en Amsterdam. Daarnaast is de Vervoerregio verantwoordelijk voor het realiseren en verbeteren van de infrastructuur voor auto, OV en fiets.
De regioraad van de vervoerregio is het belangrijkste bestuursorgaan van de Vervoerregio Amsterdam. De raad telt 50 leden die (naar inwoneraantal) zijn afgevaardigd door de 14 gemeentebesturen. Haarlemmermeer wordt door 6 raadsleden en 1 wethouder vertegenwoordigd. Wethouder verkeer en vervoer Marja Ruigrok is daarnaast ook lid van het dagelijks bestuur van de VRA.
De vertegenwoordiging van Haarlemmermeer bestaat uit de volgende afgevaardigden:
| Naam                | Functie   | Partij     |
| ------------------- | --------- | ---------- |
| Peter Boerman       | Raadslid  | GroenLinks |
| Erik van der Peet   | Raadslid  | CDA        |
| Marja Ruigrok       | Wethouder | VVD        |
| Abdulaziz Salhi     | Raadslid  | HAP        |
| Jordy Schaap        | Raadslid  | Forza!     |
| Carin Smand         | Raadslid  | D66        |
| Sander Blankesteijn | Raadslid  | VVD        |

### Stedenbanden
Haarlemmermeer heeft anno 2025 geen stedenbanden meer. 

#### Voormalige stedenbanden
- Hódmezővásárhely (Hongarije) (1989-2014)[23]

Tot 2014 had Haarlemmermeer een stedenband met Hódmezővásárhely. De stedenband werd ingesteld in 1989 om de Hongaarse stad te helpen na het einde van het communistische regime. In 2014 besloot een meerderheid van de raad om te stoppen met deze band omdat de raad concludeerde dat deze hulp niet meer nodig was. 
- Cebu City (Filipijnen) (1992-2025)[24]

Tot 26 februari 2025 had Haarlemmermeer een stedenband met Cebu City. De stedenband werd ingesteld in 1992 en de belangrijkste doelstelling hiervan was het uitwisselen van kennis en ervaring tussen beide gemeente en het kweken van interesse voor elkaars cultuur. Nadat Cebu City in 2024 intensieve samenwerkingen begon met Russische steden ten tijde van de oorlog in Oekraïne en vanwege antiwesterse sentimenten binnen het stadsbestuur, besloot de gemeenteraad te stoppen met deze zusterband vanwege de gevoeligheid hiervan. 

### Symboliek
Het wapen van Haarlemmermeer is op 1 januari 2019 vernieuwd na de samenvoeging van de gemeente Haarlemmermeer en de voormalige gemeente Haarlemmerliede en Spaarnwoude en is een combinatie van de wapens van beide vorige, opgeheven gemeenten. De leeuw uit het voormalige gemeentewapen van Haarlemmerliede en Spaarnwoude is aan de linker-bovenkant van het wapen geplaatst en is zilverkleurig met rode nagels en een rode tong. De leeuw wordt omringd door zilverkleurige blokjes. De rechter-onderkant van het wapen bestaat uit drie graanhalmen uit het voormalige gemeentewapen van Haarlemmermeer. Het graan staat voor het agrarische land dat na de drooglegging ontstond. Door het midden van het wapen loopt een golvende waterbeweging. De golfbeweging van het water staat voor het oude Haarlemmermeer voor de drooglegging.
De symboliek van het wapen is ook toegepast op de nieuwe gemeentevlag die ook op 1 januari 2019 werd ingevoerd. De kleuren waaruit de vlag is samengesteld zijn voornamelijk blauw en wit en ook gebaseerd op de oude gemeentevlag van de oude gemeente Haarlemmermeer.

## Sport
In de gemeente Haarlemmermeer zijn er dertien verschillende voetbalclubs. Drie in Hoofddorp (sv Hoofddorp, sv Overbos en vv UNO), twee in Nieuw-Vennep (VVC en DIOS), twee in Badhoevedorp (rksv Pancratius en sc Badhoevedorp), een in Zwanenburg (vv Zwanenburg), een in Rijsenhout (SCW), een in Vijfhuizen (DSOV), een in Lisserbroek (vv Kagia), een in Abbenes (Abbenes) en een in Weteringbrug (SVOW). In Lisserbroek is heeft de IJs&Skeelerclub Lisserbroek een 333 meter wedstrijd skeelerbaan.
In Hoofddorp zijn het multifunctionele Sportcomplex Koning Willem-Alexander en het honkbalstadion van de Pioniers gelegen. Beide accommodaties zijn al gebruikt voor evenementen op internationaal niveau.

## Geboren in Haarlemmermeer
- Cornelis Johannes Kieviet (1858-1931), onderwijzer en schrijver van kinderboeken
- Hendrik Colijn (1869-1944), politicus en minister-president
- Barthold Arnold van der Sluijs (1885-1945), NSB-burgemeester
- Pieter Deddens (1891-1958), predikant, theoloog, kerkhistoricus en hoogleraar
- Arnold Meijer (1905-1965), politicus, leider van Zwart Front, fascist.
- Tom Gehrels (1925-2011), Nederlands-Amerikaans astronoom
- Jacob Wit (1952-2024), jurist en rechter
- Peter Schalk (1961), onderwijzer, bestuurder en politicus
- Ilse Aben (1964), chemicus en fysicus
- Monique Bonsen-Lemmers (1965), juriste, bestuurster en burgemeester
- Hennie Dompeling (1966-2023), kleiduivenschieter
- Evert Jan Nieuwenhuis (1977), onderwijzer, bestuurder en politicus
- Renate Jansen (1990), voetbalster
- Thijs van Hofwegen (1992), voetballer
- Rinus van Kalmthout (2000), autocoureur